# Lijst van afkortingen in de geneeskunde
Dit is een lijst van afkortingen in de geneeskunde.

## 1
| Afkorting | Betekenis(sen)         |
| --------- | ---------------------- |
| 1q21      | menselijk chromosoom 1 |
| 18F       | florbetapir (18F)      |

## A
| Afkorting | Betekenis(sen) |
| --------- | --- |
| AA        | Anonieme Alcoholisten anterograde amnesie, een vorm van geheugenverlies aplastische anemie, beenmergdepressie, een zeldzame vorm van bloedarmoede, waarbij het beenmerg te weinig bloedcellen aanmaakt                                                |
| AAA       | aneurysma aortae abdominalis, een plaatselijke verwijding van de grote lichaamsslagader in de buik |
| AAAA      | acuut aneurysma aortae abdominalis |
| AAD       | American Academy of Dermatology |
| AAN       | American Academy of Neurology |
| AAV       | ANCA-associated vasculitis |
| AAW       | Algemene Arbeidsongeschiktheidswet (1976-1998), een voormalige inkomensvoorziening voor langdurig zieke of gehandicapte niet-werknemers |
| AB0       | A-B-Nul, aanduiding van het bloedgroepensysteem A, B, 0 (nul) en AB (Zie ook ABO) |
| ABA       | Adviescommissie Behoeftebepaling Artsen Applied Behaviour Analysis, een therapie om gedragswijzigingen aan te leren |
| ABC       | Airway (luchtweg), Breathing (ademhaling), Circulation (circulatie), (> ABC-protocol, een protocol (richtlijn) bij acute zorg |
| ABCD      | Airway, Breathing, CPR (cardiopulmonale reanimatie), Defibrillation, een protocol bij acute zorg |
| ABCDE     | Airway, Breathing, Circulation, Disability, Exposure (> ABCDE-methode), een protocol bij acute zorg |
| ABG       | arterieel bloedgas |
| ABIM      | American Board of Internal Medicine |
| ABMR      | Antibody-mediated Rejection |
| ABO       | Association Belge d’Orthoptie (Zie ook AB0 = AB Nul) |
| ABPM      | ambulatory blood pressure monitoring (ambulante bloeddrukmonitoring) American Board of Preventive Medicine American Board of Pain Medicine |
| ACC       | American College of Cardiology |
| ACE       | angiotensine-converterend enzym Apothekers Coöperatie Eemland, een samenwerkingsverband van apothekers (Amersfoort) |
| ACH       | Apothekers Coöperatie Haaglanden, een samenwerkingsverband van apothekers (Den Haag) |
| ACCM      | Accreditation Commission of Colleges of Medicine |
| ACL       | Apothekencoöperatie Lekstroom, een samenwerkingsverband van apothekers (Nieuwegein) |
| ACLS      | advanced cardiac life support (ook wel: advanced cardiovascular life support) |
| ACM       | aritmogene cardiomyopathie |
| ACNES     | abdominale intercostale neuralgie |
| ACS       | acuut coronair syndroom, een verzamelnaam voor een acuut myocardinfarct (AMI) en instabiele angina pectoris (IAP) |
| ACT       | activated clotting time, een bloedtest |
| ACTA      | Academisch Centrum Tandheelkunde Amsterdam |
| ACTH      | adrenocorticotroop hormoon (corticotropine) |
| ACZOU     | Apothekers Coöperatie Zuidoost Utrecht, een samenwerkingsverband van apothekers (Bilthoven) |
| ADA       | American Diabetes Association |
| ADD       | aandachtstekortstoornis |
| ADEM      | acute disseminated encephalomyelitis (acute gedissemineerde encefalomyelitis), een immuungemedieerde hersenziekte |
| ADH       | antidiuretisch hormoon |
| ADHD      | attention deficit hyperactivity disorder (ADHD) |
| ADI       | aanvaardbare dagelijkse inname, de maximale hoeveelheid van een stof die men levenslang dagelijks mag binnen krijgen zonder noemenswaardige gezondheidseffecten                                                                                       |
| ADM       | abductor digiti minimi, een spier in de handpalm |
| ADPS      | activated PI3K delta syndrome (geactiveerd PI3K-delta-syndroom) |
| Adrz      | Admiraal de Ruyterziekenhuis, ook ADRZ |
| AED       | automatische externe defibrillator |
| AERD      | aspirin-exacerbated respiratory disease |
| AF        | atriumfibrileren, (ook AFib), ook: atriumflutter of boezemfibrilleren, in België ook wel voorkamerfibrilleren atrial fibrillation (boezemfibrilleren) ademfrequentie alkalische fosfatase, een enzym dat fosfaatgroepen van moleculen kan verwijderen |
| AFib      | atriumfibrileren (ook AF) |
| AGB       | Algemeen Gegevensbeheer; de AGB-code is een uniek codenummer van Nederlandse zorgaanbieders of zorgverleningsinstanties |
| AGD       | anogenital distance |
| AGO       | Arbeidsgezondheidskundig Onderzoek |
| AHI       | apneu-hypopneu-index, het aantal ademstilstanden per uur |
| AHS       | African horse sickness, (Afrikaanse paardenpest) (APP), een dierziekte |
| AI        | apneu-index, een bepaling bij slaaponderzoek aviaire influenza, Vogelgriep, een voor vele vogelsoorten dodelijke virusziekte, met een klein besmettingsrisico voor mensen                                                                             |
| Aids      | acquired immune deficiency syndrome (aids) |
| AIHA      | auto-immuun hemolytische anemie, een vorm van bloedarmoede, veroorzaakt door het eigen immuunsysteem |
| AIK       | Achterhoeks Initiatief Ketenzorg, een organisatie voor regionale samenwerking in de zorg |
| AION      | anterieure ischemische opticusneuropathie |
| AIOS      | arts in opleiding tot specialist (AIOS) apotheker in opleiding tot specialist |
| AJN       | Artsen Jeugdgezondheidszorg Nederland (Jeugdartsen Nederland) |
| ALAT      | alanine-aminotransferase (een enzym) |
| ALD       | Adrenoleukodystrofie |
| ALL       | acute lymfatische leukemie, ook: acute lymfoblastische leukemie of acute lymfoïde leukemie |
| ALS       | amyotrofe laterale sclerose, een neurodegeneratieve ziekte Advance Life Support, gevorderde levensondersteuning bij ongevallen, een protocol bij acute zorg                                                                                           |
| ALSG      | Advanced Life Support Groep, een particulier opleidingsinstituut voor zorgprofessionals in acute zorg en rampenhulpverlening |
| AMC       | Academisch Medisch Centrum, sinds 2018 Amsterdam UMC |
| AMD       | age-related macular degeneration (ook: ARMD; leeftijdgebonden maculadegeneratie (LMD)) |
| AMG       | Arzneimittelgesetz (wet in Duitsland en in Oostenrijk inzake geneesmiddelen) |
| AMHK      | Advies- en Meldpunt Huiselijk Geweld en Kindermishandeling, thans organisatie Veilig Thuis |
| AMI       | acuut myocardinfarct |
| AMK       | Advies- en Meldpunt Kindermishandeling, thans organisatie Veilig Thuis |
| AML       | acute myeloïde leukemie |
| AMLC      | Amsterdam UMC Multidisciplinair Lymeziekte Centrum |
| Amref     | African Medical & Research Foundation |
| AMS       | Arbeidsvoorwaardenregeling Medisch Specialisten in algemene ziekenhuizen Arteria mesenterica superior, slagader voor de bloedvoorziening van de dunne darm en van een deel van de dikke darm                                                          |
| AMU       | Aide Médicale Urgente (Dringende Geneeskundige Hulpverlening) (België) |
| AMWB      | Apothekersvereniging Midden- en West-Brabant, een samenwerkingsverband van apothekers (Etten-Leur) |
| ANA       | antinucleaire antistoffen (ANA), ook wel genoemd antinucleaire factor (ANF) |
| ANBN      | (vereniging) Anorexia Nervosa Boulimia Nervosa, een patiëntenvereniging in Vlaanderen |
| ANCA      | antineutrofiele cytoplasmatische antistoffen |
| ANF       | antinucleaire factor |
| ANT       | Associatie Nederlandse Tandartsen (1995-2020), in 2021 opgegaan in KNMT |
| ANIOS     | arts niet in opleiding tot specialist (ANIOS) |
| ANP       | atriaal natriuretisch peptide |
| ANVH      | Alle Nascholingen Voor Huisartsen |
| AOM       | Apothekers Organisatie a/d Merwede, een samenwerkingsverband van apothekers (Sliedrecht) |
| AOS       | androgeenongevoeligheidssyndroom, een aangeboren ongevoeligheid voor mannelijke geslachtshormonen |
| APA       | American Psychiatric Association |
| APC       | acetylsalicylzuur-paracetamol-cafeïne |
| APCOM     | Apothekers Coöperatie Noord Kennemerland, een samenwerkingsverband van apothekers (Heerhugowaard) |
| APEX      | Acute Psychiatric Emergencies, een cursus voor de aanpak van acute verwardheid en suïcidaliteit (ook APEx) |
| APL       | acute promyelocytenleukemie |
| APP       | amyloid-bèta precursor protein, een eiwit in zenuwcellen Afrikaanse paardenpest, een dierziekte |
| APS       | antifosfolipidensyndroom |
| APTT      | activated partial thromboplastin time (geactiveerde partiële tromboplastinetijd, ook: aPTT), een diagnostische test |
| APVU      | Alert, Verbal, Pain, Unresponsive, een protocol om het niveau van bewustzijn te testen bij acute zorg |
| AQ        | autismespectrumquotiënt |
| AR        | autosomaal recessief |
| ARfD      | acute referentiedosis, een schatting van de maximale hoeveelheid van een stof die men binnen 24 uur kan innemen zonder noemenswaardige gezondheidseffecten                                                                                            |
| Arfid     | avoidant/restrictive food intake disorder (selectieve eetstoornis) |
| ARMB      | Académie royale de médecine de Belgique |
| ARMD      | age-related macular degeneration (ook: AMD; leeftijdgebonden maculadegeneratie (LMD)) |
| AS        | ankyloserende spondylitis, de ziekte van Bechterew Asperger's syndrome, de Engelse naam van het syndroom van Asperger |
| ASA       | Almeers Samenwerkingsverband Apotheken, een samenwerkingsverband van apothekers (Almere) |
| ASAT      | aspartaat-aminotransferase (een enzym) |
| ASKA      | Associatie van Ketenapotheken, een Nederlandse branchevereniging van ketenapotheken |
| ASMR      | autonomous sensory meridian response, een gevoelssensatie Australian Society for Medical Research |
| ASPO      | Associatie van Sociaal-Psychologische Onderzoekers |
| a.s.r.    | voorheen Amersfoortse - Stad Rotterdam ASR), een Nederlandse verzekeringsgroep, thans een merknaam |
| ASVZ      | Algemene Stichting Voor Zorg- en dienstverlening, voorheen Stichting Algemene Vakantiehuizen voor Zwakzinnigen, een zorginstelling voor mensen met een beperking                                                                                      |
| ASz       | Albert Schweitzer Ziekenhuis (Dordrecht, Zwijndrecht, Sliedrecht, Ridderkerk) |
| ATG       | antithymocytenglobuline, een medicijn op basis van paardeneiwitten tegen bepaalde vormen van bloedarmoede anti-T-celantilichamen |
| ATC       | Anatomisch Therapeutisch Chemisch Classificatie, een internationaal gebruikte indeling voor geneesmiddelen |
| ATIS      | (Vereniging) Algemene Thuiszorg In Samenwerking (1977-1993), een voormalige thuiszorgorganisatie, met zetel in Bunnik |
| ATLS      | Advanced Trauma Life Support, gevorderde levensondersteuning bij ongevallen, een protocol bij acute zorg |
| ATMF      | Acces to Medicine Foundation (Stichting Access to Medicine) |
| ATMP      | advanced therapy medicinal product, een geneesmiddel gebaseerd op een gen, cel of weefsel |
| AUA       | American Urological Association |
| AV        | Algemene Verkoop (met betrekking tot de verkoop van geneesmiddelen) |
| AVB       | Apothekers Vereniging Breda, een samenwerkingsverband van apothekers |
| AVC       | accident vasculaire cérébral, cerebrovasculair accident (CVA), een plotselinge verstoring van de doorbloeding van de hersenen |
| AVG       | arts voor verstandelijk gehandicapten |
| AvL       | Antoni van Leeuwenhoekziekenhuis |
| AVM       | arterioveneuze malformatie |
| AVMN      | Apothekersvereniging Midden-Nederland, een samenwerkingsverband van apothekers (Utrecht) |
| AVOA      | Apothekers Vereniging Oost Achterhoek, een samenwerkingsverband van apothekers (Winterswijk) |
| AVOZL     | Apothekersvereniging Oostelijk Zuid-Limburg, een samenwerkingsverband van apothekers (Heerlen) |
| AVP       | Afrikaanse varkenspest, een besmettelijke virusziekte bij varkens, waarvan vooralsnog geen gevaar voor mensen is aangetoond |
| AVR       | aortic valve replacement (aortaklepvervanging) |
| AWBZ      | Algemene Wet Bijzondere Ziektekosten, per 1 januari 2015 vervangen door de Wet langdurige zorg (Wlz) |
| axSpA     | axial spondyloarthritis, een type artritis van delen van het skelet |
| AZ        | Academisch Ziekenhuis |
| AzG       | Artsen zonder Grenzen |
| AZL       | Academisch Ziekenhuis Leiden (sinds 1998 LUMC) |
| azM       | academisch ziekenhuis Maastricht, thans Maastricht UMC+, Maastricht Universitair Medisch Centrum Plus |
| AZN       | Ambulancezorg Nederland, branchorganisatie voor de Nederlandse ambulancezorg |
| AZNN      | Acute Zorg Netwerk Noord Nederland |
| AZO       | Acute Zorgregio Oost |
| AZP       | Academisch Ziekenhuis Paramaribo, een Surinaams ziekenhuis, verbonden aan de Anton de Kom Universiteit van Suriname |
| AZS       | Antonius Ziekenhuis Sneek |
| AZT       | azidothymidine (synoniem: zidovudine (ZDV)), een antiviraal geneesmiddel, gebruikt voor de behandeling van hiv/aids |
| AZVZ      | voorheen Algemeen Ziekenfonds voor Zeelieden, sinds 2006 een merk van zorgverzekeraar Zorg en Zekerheid (ZZ) te Leiden |

## B
| Afkorting | Betekenis(sen) |
| --------- | --- |
| B-FAST    | Belgian First Aid and Support Team, noodhulp van de Belgische overheid bij rampen in het buitenland (B-FAST)             |
| BAER      | Brainstem Auditory Evoked Response; → BAER-test, een type gehoortest; synoniem: BERA-test                                |
| BAL       | Bio-Artificial Liver, een kunstlever                                                                                     |
| BAPS      | Belgian Association for Psychological Sciences, een wetenschappelijke vereniging van psychologen                         |
| BASC      | BRCA1-associated genome surveillance complex (een eiwitcomplex)                                                          |
| BASF      | Badische Anilin- & Soda-Fabrik (BASF) (Badense Aniline- & Soda-Fabriek)                                                  |
| BBB       | Breathing, Bleeding and Bones, een protocol bij acute zorg                                                               |
| BBBB      | Breathing, Bleeding, Breaks and Burns, een protocol bij acute zorg                                                       |
| BCFI      | Belgisch Centrum voor Farmacotherapeutische Informatie                                                                   |
| BDE       | bijna-doodervaring, gewaarwordingen van een persoon die klinisch dood is                                                 |
| BDNF      | brain-derived neurotrophic factor (zenuwcelstimulerende factor)                                                          |
| BDZ       | benzodiazepinen, een groep (verslavende) psychotrope kalmeringsmiddelen                                                  |
| BELNUC    | Belgian Society of Nuclear Medicine (BSNM), thans BELNUC                                                                 |
| BERA      | Brainstem Evoked Response Audiometry; → BERA-test, een type gehoortest; synoniem: BAER-test                              |
| BFFS      | Biochemical Failure-Free Survival (biochemische storingsvrije overleving)                                                |
| BFP       | Belgische Federatie van Psychologen, een beroepsvereniging van psychologen body fat percentage                           |
| BFS       | benigne fasciculatiesyndroom                                                                                             |
| BG Pharma | Bond van Groothandelaren in het Pharmaceutische Bedrijf                                                                  |
| BIG       | Beroepen in de Individuele Gezondheidszorg; Wet BIG, Wet op de beroepen in de individuele gezondheidszorg; BIG-register  |
| BG        | Binnengasthuis (in 1981 opgegaan in het Academisch Medisch Centrum (AMC), Amsterdam)                                     |
| BHF       | British Heart Foundation                                                                                                 |
| BKZ       | Beatrix Kinderziekenhuis                                                                                                 |
| BLS       | Basic Life Support |
| BMA       | British Medical Association                                                                                              |
| BMC       | Bureau voor Medicinale Cannabis (CIBG)                                                                                   |
| BMD       | botmineraaldichtheid, ook: bone mineral density                                                                          |
| BMI       | body mass index |
| BMJ       | British Medical Journal                                                                                                  |
| BMR       | bof, mazelen en rodehond (> BMR-vaccin)                                                                                  |
| BNMS      | British Nuclear Medicine Society                                                                                         |
| BNP       | brain natriuretic peptide                                                                                                |
| BOD       | biochemical oxygen demand                                                                                                |
| Bopz      | Wet bijzondere opnemingen in psychiatrische ziekenhuizen (Wet Bopz) (1994-2020), in 2020 vervangen door nieuwe wetgeving |
| BOSK      | Bond van Ouders van Spastische Kinderen † (1952-2019)                                                                    |
| BOV       | Belgische Orthoptische Vereniging                                                                                        |
| BOZ       | Brancheorganisaties Zorg, een brancheorganisatie voor de zorgsector in Nederland                                         |
| BPA       | bisphenol A (bisfenol A)                                                                                                 |
| BPH       | benigne prostaathyperplasie, een goedaardige vergroting van de prostaat                                                  |
| BPPD      | benigne paroxismale positieduizeligheid                                                                                  |
| BRBNS     | blue-rubber-bleb-nevussyndroom                                                                                           |
| BRCA1     | breast cancer 1, early onset (een menselijk gen)                                                                         |
| BRIC      | benigne recidiverende intrahepatische cholestase                                                                         |
| BRMO      | bijzonder resistente micro-organismen (BRMO)                                                                             |
| BSE       | bezinkingssnelheid van de erytrocyten boviene spongiforme encefalopathie (gekkekoeienziekte)                             |
| BSNM      | Belgian Society of Nuclear Medicine, thans BELNUC                                                                        |
| BTK       | Stichting Bevordering Tandheelkundige Kennis, uitgever van het Nederlands Tijdschrift voor Tandheelkunde                 |
| BUN       | blood urea nitrogen, een bloedtest                                                                                       |
| BVD       | boviene virus diarree, een infectieziekte bij rundvee, niet schadelijk voor de mens (geen zoönose)                       |
| BVK       | Belgische Vereniging voor Kindergeneeskunde                                                                              |
| BVKC      | Belgische Vereniging van Klinische Chemie                                                                                |
| BVOT      | Belgische Vereniging voor Orthopedie en Traumatologie                                                                    |
| BWS       | Beckwith–Wiedemann syndrome (BWS) (syndroom van Beckwith-Wiedemann); synoniem: exomfalos-macroglossie-gigantisme         |

## C
| Afkorting | Betekenis(sen) |
| --------- | --- |
| CAA       | cerebrale amyloïdangiopathie, een hersenziekte |
| CABG      | coronary artery bypass grafting (overbruggingsoperatie of bypass-operatie) |
| CAC       | coronary arterial calcium, een maat voor de aanwezigheid van calciumafzetting in het hart |
| CAD       | computer-aided diagnosis; Consultatiebureau voor Alcohol en Drugs; coronary artery disease, een aandoening aan de kransslagaders                                                                                 |
| CAG       | coronairangiografie, synoniem van hartkatheterisatie |
| CAHAL     | Centrum Aangeboren Hartafwijkingen Amsterdam-Leiden |
| CAKUT     | congenital anomalies of the kidney and urinary tract, aangeboren afwijkingen aan de nieren en urinewegen |
| CAL       | Centraal Apotheek Leiden |
| cAMP      | cyclisch adenosinemonofosfaat |
| CAN       | Cannabinoïden Adviesbureau Nederland |
| CAP       | community-acquired pneumonia, in de omgeving opgelopen longontsteking |
| CAPITA    | Community-Acquired Pneumonia Immunization Trial in Adults, een onderzoek naar een vaccin tegen longontsteking |
| CAPS      | catastrofaal antifosfolipidensyndroom |
| CARA      | chronische aspecifieke respiratoire aandoeningen |
| CAS       | CRISPR associated systeem |
| CAT       | computer assisted tomography, (computertomografie), ook: CT |
| CAV       | Collectief Aanvullende Verzekering (bij verzekeraar DSW) |
| CAWF      | Coöperatieve Apothekersvereniging West-Friesland, een samenwerkingsverband van apothekers (Grootebroek) |
| CBD       | cannabidiol |
| CBG       | College ter Beoordeling van Geneesmiddelen |
| CBO       | Centraal BegeleidingsOrgaan, een voormalig kwaliteitsinstituut voor de gezondheidszorg |
| CBS       | Charles Bonnet syndrome (Syndroom van Charles Bonnet), een aandoening waarbij verstandelijk gezonde mensen last hebben van hallucinaties                                                                         |
| CBZ       | Centrale Burgerlijke Ziekeninrichting, een ziekenhuis in Batavia (thans Jakarta) in de eerste helft van de twintigste eeuw                                                                                       |
| CCD       | central core disease; Centrale Commissie Dierproeven, een commissie die op basis van de Wet op de dierproeven een projectvergunning kan verlenen voor onderzoek met proefdieren                                  |
| CCE       | Centrum voor Consultatie en Expertise, een ondersteunend team van specialisten bij de zorg voor individuele cliënten met ernstige gedragsproblemen                                                               |
| CCI       | Charlson comorbidity index |
| CCMO      | Centrale Commissie Mensgebonden Onderzoek |
| CCMS      | Centraal College Medische Specialismen |
| CCN       | Cardiologie Centra Nederland, een organisatie van behandelcentra voor hart- en vaatziekten |
| CCOA      | Canadian Certified Optometric Assistant |
| CCSVI     | chronische cerebro-spinale veneuze insufficiëntie |
| CCU       | coronary care unit (hartbewakingsafdeling) |
| CDC       | Centers for Disease Control and Prevention (Centra voor Ziektebestrijding en -preventie) (USA) |
| CDSS      | clinical decision support system |
| CDT       | carbohydrate deficient transferrin (koolhydraatdeficiënt transferrine) |
| CED       | Council of European Dentists |
| CEG       | Centrum voor Ethiek en Gezondheid |
| CEPI      | Coalition for Epidemic Preparedness Innovations (2017), een internationale alliantie voor de ontwikkeling van vaccins                                                                                            |
| CF        | cystische fibrose (Ook: cystic fibrosis) |
| CFR       | case fatality ratio |
| CFRD      | cystic fibrosis related diabetes |
| CFS       | chronic fatigue syndrome (chronischevermoeidheidssyndroom) |
| CFTD      | congenitale vezeltype-disproportie |
| CFTR      | cystic fibrosis transmembrane conductance regulator |
| CG        | chronisch zieken en gehandicapten (> CG Raad Nederland, in 2014 opgegaan in de koepelorganisatie Ieder(in)) |
| CGA       | comprehensive geriatric assessment |
| CGEA      | Centrum voor Geneeskundige Expertise Alkmaar, een organisatie op het gebied van bedrijfsgezondheidszorg |
| CGG       | Centrum voor Geestelijke Gezondheidszorg, een zorgvoorziening voor geestelijke gezondheidszorg in Vlaanderen |
| CGH       | comparative genome hybridization (pre-implantatiegenetische diagnostiek) |
| CGM       | Continue glucose monitoring |
| CGS       | College Geneeskundige Specialismen, een onderdeel van de KNMG |
| CGSO      | Centrum voor Geboorteregeling en Seksuele Opvoeding (CGSO) (Vlaanderen) |
| CGT       | cognitieve gedragstherapie, een vorm van psychotherapie |
| CHDR      | Centre for Human Drug Research, een onderzoeksinstituut te Leiden |
| CHF       | chronic heart failure |
| CINP      | Collegium Internationale Neuro-Psychopharmacologicum (1957-2004) |
| ChIP      | chromatine-immunoprecipitatie |
| CHOP      | cyclofosfamide hydroxydaunorubicine oncovin/vincristine prednison (een combinatiechemotherapie) |
| CHPA      | Centrale Huisartsen Post Almelo |
| CHT       | congenitale hypothyreoïdie |
| CHVG      | College voor Huisartsgeneeskunde, Verpleeghuisgeneeskunde en medische zorg voor verstandelijk Gehandicapten |
| CIAP      | chronische idiopathische axonale polyneuropathie |
| Cib       | Centrum Infectieziektebestrijding (een onderdeel van het Rijksinstituut voor Volksgezondheid en Milieu (RIVM))                                                                                                   |
| CIBG      | CIBG, (voorheen) Centraal Informatiepunt Beroepen Gezondheidszorg, thans (niet meer ladingdekkend) CIBG als naam                                                                                                 |
| CIDP      | chronische inflammatoire demyeliniserende polyneuropathie |
| CIMS      | Covid-19 vaccinatie informatie- en monitoringsysteem |
| CIRC      | Centre International de Recherche sur le Cancer (Internationaal Agentschap voor Kankeronderzoek) |
| CIZ       | Centrum Indicatiestelling Zorg, een uitvoeringsinstantie van het ministerie van VWS Centrale Israëlietische Ziekenverpleging, een voormalig Joods ziekenhuis in Amsterdam (1916-1979)                            |
| CJD       | Creutzfeldt-Jakob disease, Ziekte van Creutzfeldt-Jakob, een prionziekte |
| CKD       | chronic kidney disease |
| CKHL      | Centraal Klinisch Hematologisch Laboratorium (LUMC) |
| CKS       | Clinical Knowledge Summaries |
| CKZ       | Centrum Klantervaring Zorg |
| CLA       | conjugated linoleic acid (geconjugeerd linolzuur) |
| CLB       | Centraal Laboratorium van de Bloedtransfusiedienst van het Nederlandse Rode Kruis, in 1998 opgegaan in Sanquin                                                                                                   |
| CMC       | Curaçao Medical Center carboxymethylcellulose, een voedingsadditief (E466) |
| CMD       | craniomandibulaire disfunctie, het disfunctioneren van het kaakcomplex (zie ook: TMD) |
| CMH       | Centraal Militair Hospitaal |
| CMPH      | Committee for Medicinal Products for Human Use (Comité voor geneesmiddelen voor humaan gebruik) van het Europees Geneesmiddelenbureau                                                                            |
| CMO       | Chief Medical Officer, Hoofd Medische Dienst Clinical Monitoring Organization, klinische monitoringorganisatie                                                                                                   |
| CMR       | Carcinogenic, Mutagenic or toxic to Reproduction (substances), (kankerverwekkende, mutagene en/of voortplantingstoxische (stoffen))                                                                              |
| CMT       | Charcot-Marie-Tooth |
| CMTC      | cutis marmorata teleangiectatica congenita |
| CMV       | cytomegalovirus, ook wel cytomegalievirus |
| CNS       | congenitaal nefrotisch syndroom, een autosomaal recessieve ziekte, die zich voordoet binnen drie maanden na de geboorte                                                                                          |
| COGEM     | Commissie Genetische Modificatie |
| COMP      | Committee for Orphan Medicinal Products, Comité voor weesgeneesmiddelen (van het Europees Geneesmiddelenbureau)                                                                                                  |
| COPD      | chronic obstructive pulmonary disease (COPD) |
| COVAX     | COVID-19 Vaccines Global Access (COVAX) |
| COVID-19  | coronavirus disease 2019 (COVID-19) |
| CP        | cerebrale palsy of cerebrale parese, hersenverlamming, een stoornis door schade aan de hersenen tijdens of vóór de geboorte                                                                                      |
| CPA       | Centrale Post Ambulancevervoer, thans Meldkamer Ambulancezorg (MKA) |
| CPD       | Collectief Praktiserende Dierenartsen, een beroepsvereniging van dierenartsen |
| CPME      | Comité Permanent des Médecins Européens (Standing Committee of European Doctors) |
| CPR       | cardiopulmonale reanimatie cardiopulmonale resuscitatie |
| CPTSS     | complexe posttraumatische stressstoornis |
| CPZ       | Centrum voor Palliatieve Zorg |
| CREST     | CREST-syndroom: calcinosis, Raynaud's phenomenon, esophageal dysmotility, sclerodactyly and telangiectasia (calcinose, Raynaudfenomeen, oesofagusdysmotiliteit, sclerodactylie/sclerodermie en teleangiëctasiën) |
| CRH       | corticotropin-releasing hormone |
| CRISPR    | Clustered Regularly Interspaced Short Palindromic Repeats (CRISPR) |
| CRMO      | chronische recurrente multifocale osteomyelitis |
| CRPD      | Convention on the Rights of Persons with Disabilities (VN-verdrag inzake rechten van personen met een handicap)                                                                                                  |
| CRS       | congenitaal rubellasyndroom |
| CSAS      | centraleslaapapneusyndroom |
| CSF       | classical swine fever (klassieke varkenspest) |
| CSO       | centrale spoedopvang (spoedeisende hulp) (> CSO-verpleegkundige) |
| C-TAP     | Covid-19 Technology Access Pool |
| CT        | computertomografie (> CT-scan) |
| CTC       | cardiothoracalechirurgie |
| CTD       | Comparative Toxicogenomics Database |
| CTE       | chronische traumatische encefalopathie |
| CTEPH     | chronische trombo-embolische pulmonale hypertensie |
| Ctg       | College tarieven gezondheidszorg, toezichthouder krachtens de Wet tarieven gezondheidszorg (Wtg), werkzaam tot 1 oktober 2006, thans Nederlandse Zorgautoriteit (NZa)                                            |
| CTG       | cardiotocograaf (weeënmonitor) Centraal Tuchtcollege voor de Gezondheidszorg |
| CTS       | carpaletunnelsyndroom |
| CTX       | cerebrotendineuze xanthomatose |
| CU        | colitis ulcerosa, een ontstekingsziekte van de dikke darm |
| CVA       | cerebrovasculair accident |
| CVD       | centraal-veneuze druk, de bloeddruk in de centrale aders (centrale venen) |
| CVI       | Clinical and Vaccine Immunology, een wetenschappelijk tijdschrift over microbiologie |
| CVRM      | cardiovasculair risicomanagement |
| CVS       | chronischevermoeidheidssyndroom |
| CVTM      | Coördinatie van Vrijwillige Thuiszorg en Mantelzorg, een voormalige subsidieregeling |
| CVZ       | College voor Zorgverzekeringen, sinds 2014 het Zorginstituut Nederland, een zelfstandig bestuursorgaan |
| CWD       | chronic wasting disease, een prionziekte bij hertachtigen |
| CWK       | cervicale wervelkolom |
| CWZ       | Canisius-Wilhelmina Ziekenhuis (Nijmegen) |
| CZ        | CZ, voorheen Centraal Ziekenfonds, thans een handelsmerk van CZ Groep |
| CZE       | Catharina Ziekenhuis Eindhoven |

## D
| Afkorting     | Betekenis(sen) |
| ------------- | --- |
| DALY          | Disability-adjusted life years, levensjaren gecorrigeerd voor beperkingen                                                                                                   |
| DAMP          | deficits in attention, motor control and perception (tekorten in aandacht, motoriek en waarneming), een psychiatrisch concept                                               |
| DAVF          | durale arterioveneuze fistel |
| DBC           | diagnosebehandelingcombinatie |
| DBS           | deep brain stimulation (diepe hersenstimulatie) |
| DC            | decompensatio cordis (hartfalen) Diagnostisch Centrum (> DC Klinieken: Diagnostisch Centrum Klinieken)                                                                      |
| DCD           | developmental coordination disorder (dyspraxie) |
| DCM           | Detailed Clinical Model, een specificatie van zorginhoudelijke gegevens ten behoeve van gegevensuitwisseling tussen zorgverleners                                           |
| DCN           | Diëtisten Coöperatie Nederland |
| DCRF          | Dutch Clinical Research Foundation |
| DCRM          | Dutch Congress of Rehabilitation Medicine (Nederlands Revalidatiecongres)                                                                                                   |
| DEC           | Dierexperimentencommissie |
| DEET          | diethylmetatolueenamide (DEET), een insectenwerende stof |
| DEFG          | don't ever forget glucose |
| DESG          | Diabetes Education Study Group Nederland |
| DEXA          | Dual Energy X-ray Absorptiometry (> DEXA-meting of bot-densitometrie; ook afgekort als DXA)                                                                                 |
| DG-HAL        | dopplergeleide ligering van hemorroïdale arteriën (zie ook: THD) |
| DGH           | Dringende Geneeskundige Hulpverlening, de organisatie, in België, die alle zieken en gewonden, die dringend medische hulp nodig hebben, van een snelle verzorging verzekert |
| DGU           | Deutsche Gesellschaft für Unfallchirurgie |
| DGV           | (Stichting) Doelmatige Geneesmiddelenvoorziening, thans Instituut Verantwoord Medicijngebruik                                                                               |
| DGZ           | Deutsche Gesellschaft für Zellbiologie (ook: GSCB) |
| dhat          | dhatsyndroom |
| DHD           | Dutch Hospital Data |
| DI            | Desaturatie-index, een waarde voor hypoxemie bij slaapapneu-onderzoek |
| DIA           | Drug Information Association |
| DIC           | diffuse intravasale coagulatie, bloedstolling in de bloedvaten |
| DiHAG         | Diabetes Huisartsen Advies Groep |
| dis           | dissociatieve identiteitsstoornis (meervoudige persoonlijkheidsstoornis) |
| DIS           | diffuse intravasale stolling, bloedstolling in de bloedvaten |
| DKTP          | difterie, kinkhoest, tetanus, poliomyelitis (> DKTP-vaccin) |
| DLB           | lewy-body-dementie |
| DLBCL of DGBL | Diffuus grootcellig B-cellymfoom |
| DLZ           | Dijklander Ziekenhuis (Hoorn en Purmerend) |
| DM            | diabetes mellitus dermatomyositis, een aandoening met chronische ontstekingen van spieren en de huid                                                                        |
| DMD           | ziekte van Duchenne |
| DMH           | Dringende Medische Hulp, bekostiging van medische verzorging voor illegaal verblijvenden (België) dienstverlening aan mensen met een handicap                               |
| DMS           | Dutch Menopause Society (een werkgroep van de NVOG) diffuse mesangiale sclerose delusional misidentification syndrome (identificatiesyndroom)                               |
| DMT           | dimethyltryptamine, een hallucinogene chemische verbinding |
| DNA           | desoxyribonucleïnezuur |
| DNO           | Diabetes and Nutrition Organization, een sectie van de EASD |
| DOAC          | directe orale anticoagulantia, antistollingsmiddelen, voorheen: nieuwe orale anticoagulantia (NOAC)                                                                         |
| DON           | Dwarslaesie Organisatie Nederland |
| DPG           | Directeur Publieke Gezondheid, de leidinggevende die verantwoordelijk is voor de GGD en de GHOR en tevens deel uitmaakt van de veiligheidsregio                             |
| DRE           | digital rectal examination |
| DRI           | dietary reference intake (aanbevolen dagelijkse hoeveelheid); zie ook: RDA                                                                                                  |
| DRK           | Deutsches Rotes Kreuz |
| DRS ABCD      | Danger, Response, Send for help, Airway, Breathing, CPR (cardiopulmonale reanimatie), Defibrillation, een protocol bij acute zorg                                           |
| DS            | Down syndrome (syndroom van Down) |
| DSA           | Digitale subtractieangiografie, een (verouderde) methode om bloedvaten af te beelden                                                                                        |
| DSCB          | Dutch Society of Cell Biology |
| DSM           | Diagnostic and Statistical Manual of Mental Disorders, een diagnostisch handboek uit de psychiatrie                                                                         |
| DSO           | diagnostisch toetsoverleg, een interactieve vorm van nascholing op het gebied van diagnostiek                                                                               |
| DSPS          | delayed sleep-phase syndrome (vertraagde-slaapfasesyndroom) |
| DSW           | Delfland, Schieland, Westland, DSW, een zorgverzekeraar |
| DUS-I         | Dienst Uitvoering Subsidies aan Instellingen |
| DVH           | (Stichting) De Vrije Huisarts (2001-2022) |
| DVN           | Diabetesvereniging Nederland Dunnevezelneuropathie |
| DVT           | diepveneuze trombose, een vorm van trombose in de benen (trombosebeen) of in de armen                                                                                       |
| DVZ           | De Verpleging Ziektekostenverzekering, een zorgverzekeraar op christelijke grondslag te Katwijk, in 2012 opgegaan in Pro Life Zorgverzekeringen                             |
| DWV           | deformed wing virus, een iflavirus |
| DXA           | Dual Energy X-ray Absorptiometry (DEXA-meting of bot-densitometrie; ook afgekort als DEXA)                                                                                  |
| DXM           | dextromethorfan, de werkzame stof in hoestdrank tegen prikkelhoest |
| DZ            | Deventer Ziekenhuis |

## E
| Afkorting | Betekenis(sen) |
| --------- | --- |
| EADV      | (voorheen:) Eerste Associatie van Diabetes Verpleegkundigen (thans wordt alleen nog de afkorting EADV gebruikt)                                                                                  |
| EAOO      | European Academy of Optometry and Optics |
| EAHC      | Executive Agency for Health and Consumers, een programma van de EU voor voedselveiligheid ter bescherming van consumenten                                                                        |
| EASD      | European Association for the Study of Diabetes |
| EBM       | evidence-based medicine, geneeskunde op basis van wetenschappelijk bewijs |
| EBRT      | external beam radiation therapy, een behandeling met uitwendige bestraling |
| EBV       | Epstein-barrvirus |
| ECDC      | European Centre for Disease Prevention and Control |
| ECFMG     | Educational Commission for Foreign Medical Graduates |
| ECT       | elektroconvulsietherapie (elektroshock) |
| ECG       | elektrocardiogram, ook: ecg, een "hartfilmpje" |
| ECLS      | extra corporeal life support (hart-longmachine) |
| ECMO      | extra corporeal membrane oxygenatie (hart-longmachine) |
| ECTR      | European Clinical Trial Regulation |
| ECTRIMS   | European Committee for Treatment and Research in Multiple Sclerosis |
| EGF       | epidermale groeifactor |
| EDQM      | European Directorate for the Quality of Medicines & HealthCare |
| EDS       | ehlers-danlossyndroom (> syndroom van Ehlers-Danlos) |
| EEG       | elektro-encefalografie |
| EE        | Expertisecentrum Euthanasie, voorheen Levenseindekliniek |
| EF        | eosinofiele fasciitis, ook genoemd ziekte van Shulman of Shulmansyndroom, een huidaandoening |
| EFCC      | European Federation of Clinical Chemistry (thans European Federation of Clinical Chemistry and Laboratory Medicine (EFLM)                                                                        |
| EFDH      | Expertisecentrum Farmaceutische zorg Departement Haaglanden (Den Haag), een samenwerkingsverband van apothekers European Dental Hygienists Federation, de Europese Federatie van Mondhygiënisten |
| EFLM      | European Federation of Clinical Chemistry and Laboratory Medicine |
| EFMI      | European Federation of Medical Informatics |
| EFPA      | European Federation of Psychologists’ Associations |
| EFSA      | European Food Safety Authority, de Europese Voedselveiligheids Autoriteit |
| EGF       | epidermische groeifactor |
| eGFR      | estimated glomerular filtration rate (geschatte glomerulaire filtratiesnelheid), een nierfunctietest                                                                                             |
| EHBO      | eerste hulp bij ongevallen |
| EHEN      | European Human Exposome Network, een Europees onderzoeksnetwerk |
| EHIC      | European Health Insurance Card |
| EIM       | extra-intestinale manifestaties |
| EJCN      | European Journal of Clinical Nutrition |
| EJN       | European Journal of Neuroscience |
| EMA       | European Medicines Agency (Europees Geneesmiddelenbureau) |
| EMBL      | European Molecular Biology Laboratory |
| EMBO      | European Molecular Biology Organization |
| EMDR      | eye movement desensitization and reprocessing (een therapeutische behandelmethode bij PTSS) |
| EMEA      | European Medicines Evaluation Agency (2004-2009), thans European Medicines Agency (EMA) (Europees Geneesmiddelenbureau)                                                                          |
| EMG       | elektromyografie exomfalos-macroglossie-gigantisme, een synoniem voor het syndroom van Beckwith-Wiedemann                                                                                        |
| EMGZ      | Extramurale gezondheidszorg |
| EML       | Essential Medicines List (Lijst van essentiële medicijnen, opgesteld door de Wereldgezondheidsorganisatie (WHO))                                                                                 |
| EMV       | eyes movement verbal |
| EMWA      | European Medical Writers Association |
| EN        | Ergotherapie Nederland, beroepsvereniging van ergotherapeuten |
| ENA       | extraheerbare nucleaire antigenen, extraheerbare kernantigenen |
| ENS       | empty nose syndrome, een door overmatige chirurgische ingrepen fysiologisch verminkte neus; in feite een iatrogene aandoening                                                                    |
| EoE       | eosinofiele oesofagitis |
| EPD       | elektronisch patiëntendossier |
| EPDS      | Edinburgh postnatal depression scale |
| EPO       | erytropoëtine |
| EPP       | erytropoëtische protoporfyrie |
| ePRO      | electronic Patient Reported Outcome |
| EPSA      | European Pharmaceutical Students' Association |
| ER        | endoplasmatisch reticulum, een component van een dierlijke cel |
| ERCP      | endoscopische retrograde cholangiopancreaticografie |
| ERIBA     | European Research Institute of the Biology of Ageing |
| ESBL      | extended-spectrum bèta-lactamase |
| ESE       | European Society for Endodontology |
| ESTT      | (Directie) Eenheid Secretariaten Tuchtcolleges voor de Gezondheidszorg en Toetsingscommissies Euthanasie (van het Ministerie van Volksgezondheid, Welzijn en Sport)                              |
| ET        | Essentiële trombocytose |
| ETS       | Emergo Train System, een opleiding op het gebied van acute zorg |
| ETZ       | Elisabeth Tweesteden Ziekenhuis, een fusie-ziekenhuis in Tilburg en Waalwijk |

## F
| Afkorting | Betekenis(sen) |
| --------- | --- |
| FACS      | Fellow of the American College of Surgeons                                                                                              |
| FAGG      | Federaal Agentschap voor Geneesmiddelen en Gezondheidsproducten (België)                                                                |
| FAIMER    | Foundation for Advancement of International Medical Education and Research                                                              |
| FANC      | Federaal Agentschap voor Nucleaire Controle, de Belgische toezichthouder voor de nucleaire sector                                       |
| FAP       | familiaire adenomateuze polypose |
| FASD      | fetal alcohol spectrum disorders, foetale alcoholspectrumstoornissen                                                                    |
| FAST      | First Aid and Support Team, noodhulp van de Belgische overheid bij rampen in het buitenland; → B-FAST                                   |
| FAVV      | Federaal Agentschap voor de Veiligheid van de Voedselketen (België)                                                                     |
| FBP       | Fédération Belge des Psychologues, een Belgische beroepsvereniging van psychologen                                                      |
| FBSV      | Faculteit Bewegen, Sport en Voeding, een onderdeel van de Hogeschool van Amsterdam (HvA)                                                |
| FBTO      | FBTO, voorheen Friese Boeren en Tuinders Onderlinge (Zorgverzekering), thans een handelsmerk van Achmea                                 |
| FC        | fibrosis cystica (taaislijmziekte) |
| FD        | familiaire dysbètalipoproteïnemie |
| FDA       | Food and Drug Administration |
| FeLV      | felien leukemievirus |
| FFI       | fatale familiaire insomnie |
| FGC       | female genital cutting (vrouwelijke genitale verminking)                                                                                |
| FGH       | familiaire gecombineerde hyperlipidemie                                                                                                 |
| FGI       | Federale Gezondheidsinspecteur (België)                                                                                                 |
| FIGO      | Fédération Internationale de Gynécologie et d'Obstétrique, de Internationale Federatie van Gynaecologie en Verloskunde                  |
| FMG       | female genital mutilation (vrouwelijke genitale verminking)                                                                             |
| FH        | familiaire hypercholesterolemie |
| FIOM      | voorheen Federatie van Instellingen voor de Ongehuwde Moeder en haar kind, thans voornamelijk een kennisorganisatie onder de naam Fiom  |
| FK        | Farmacotherapeutisch Kompas |
| FL        | folliculair lymfoom |
| FLDO      | Forensisch Laboratorium voor DNA-Onderzoek (LUMC)                                                                                       |
| FMF       | familiaire mediterrane koorts |
| FMG       | Forensisch Medisch Genootschap, een Nederlandse vereniging voor forensische geneeskunde                                                 |
| FML       | functionele mogelijkhedenlijst, een instrument van de verzekeringsgeneeskundige                                                         |
| fMRI      | functionele MRI |
| FMS       | Federatie Medisch Specialisten |
| FMT       | FMT Gezondheidszorg, Facility Management Technology Gezondheidszorg Fysio-manuele therapie (De Woldstreek (Duurswold))                  |
| FNA       | Formularium Nederlandse Apothekers, een verzameling voorschriften voor de magistrale bereiding van geneesmiddelen                       |
| FNI       | Florence Nightingale Instituut, een kennisinstituut voor de geschiedenis van verpleging en verzorging, opgegaan in V&VN                 |
| FNS       | functionele neurologische stoornis, een aandoening met neurologische uitvalsverschijnselen                                              |
| FODMAP    | fermenteerbare oligosachariden, disachariden, monosachariden en poly-olen; → FODMAP-dieet                                               |
| FOP       | fibrodysplasia ossificans progressiva, een aandoening waarbij spieren en bindweefsel voortschrijdend worden omgezet in kraakbeen en bot |
| FPH       | Fontys Paramedische Hogeschool, een onderdeel van Fontys Hogeschool, een instelling voor hoger beroepsonderwijs in Zuid-Nederland       |
| FPK       | forensisch psychiatrische kliniek |
| FPR       | false positive rate, het percentage fout-positieven (de kans op vals alarm)                                                             |
| FSH       | follikelstimulerend hormoon |
| FSHD      | facioscapulohumerale dystrofie |
| FSIAD     | Female Sexual Interest/Arousal Disorder, verminderde zin in seks, probleem bij vrouwen                                                  |
| FSL       | Free style Libre (glucosemeter) |
| FSME      | Frühsommer-Meningoenzephalitis |
| FTD       | frontotemporale dementie |
| FTO       | Farmacotherapeutisch Overleg, een programma van het Instituut Verantwoord Medicijngebruik (IVM)                                         |

## G
| Afkorting | Betekenis(sen) |
| --------- | --- |
| GABA      | gamma-aminobutyric acid (gamma-aminoboterzuur), een γ-aminozuur (een niet-proteïnogeen aminozuur) dat in het lichaam fungeert als neurotransmitter                                                                    |
| GAIA      | Gemeenschappelijke Accreditatie Internet Applicatie, een onderdeel van de KNMG) |
| GALA      | Gezond en Actief Leven Akkoord, een preventieprogramma van de Raad van de Volksgezondheid |
| GAVI      | Global Alliance for Vaccines and Immunizations |
| GBS       | Guillain–Barré syndrome, Syndroom van Guillain-Barré, een vorm van polyneuropathie Groep B streptococcus, Streptococcus agalactiae, een ziekteverwekkende bacterie                                                    |
| GCP       | Good Clinical Practice (Goede klinische praktijken) |
| GCS       | Glasgow-comaschaal (Glasgow Coma Scale; Glasgow Coma Score) |
| GDBM      | geen duurzaam benutbare mogelijkheden, een indicatie bij de uitvoering van de Wet op de arbeidsongeschiktheidsverzekering (WAO)                                                                                       |
| GDNF      | Glial cell line-derived neurotrophic factor |
| GDS       | Geriatric Depression Scale, een vragenlijst om depressie bij ouderen te meten geneesmiddel distributiesysteem, een verpakking van medicijnen verdeeld in eenheden per toedieningstijdstip voor een individuele cliënt |
| gentech   | genetische technologie of gentechnologie, ook wel genetische modificatie, een vorm van biotechnologie waarbij het DNA van een organisme wordt aangepast                                                               |
| GERD      | gastroesophageal reflux disease (met synoniem: gastro-oesophageal reflux disease (GORD), het terugvloeien van maagzuur in de slokdarm                                                                                 |
| GFR       | glomerular filtration rate (glomerulaire filtratiesnelheid), een nierfunctietest |
| GFSV      | Groningse Farmaceutische Studenten Vereniging |
| GGD       | Gemeentelijke Geneeskundige Dienst Gemeentelijke gezondheidsdienst |
| ggo       | genetisch gemodificeerd organisme of genetisch gemanipuleerd organisme, een organisme waarvan het DNA door middel van biotechnologie is aangepast                                                                     |
| GGR       | Gecommentarieerd Geneesmiddelen Repertorium, een jaarlijks naslagwerk voor medische professionals |
| GGT       | gamma-glutamyltransferase (een enzym) |
| ggz       | Geestelijke gezondheidszorg |
| GHB       | gamma-hydroxyboterzuur, een harddrug |
| GHOR      | Geneeskundige Hulpverleningsorganisatie in de Regio, voorheen Geneeskundige Hulpverlening bij Ongevallen en Rampen (GHOR)                                                                                             |
| GHRH      | growth hormone-releasing hormone |
| GHZ       | gehandicaptenzorg, overkoepelende term voor alle organisaties die zorg bieden aan mensen met een functiebeperking |
| GIL       | Gezondheidszorg Illegalen Leiden, elementaire gezondheidszorg in Leiden voor ongedocumenteerden |
| GLN       | Generieke Leveranciers Nederland |
| GNP+      | Global Network of People living with HIV/AIDS |
| GnRH      | gonadotropin-releasing hormone (met synoniem: Luteinizing-hormone-releasing hormone (LHRH)) |
| GnRHR     | gonadotropin-releasing hormone receptor |
| GORD      | gastro-oesophageal reflux disease (met synoniem: gastroesophageal reflux disease (GERD), het terugvloeien van maagzuur in de slokdarm                                                                                 |
| GOT       | glutamic oxaloacetic transaminase (een enzym) |
| GPI       | glucosephosphate isomerase (glucosefosfaatisomerase) |
| GPP       | gegeneraliseerde pustuleuze psoriasis |
| GPT       | glutamate pyruvate transaminase (een enzym) |
| GR        | Gezondheidsraad, een Nederlands onafhankelijk wetenschappelijk adviesorgaan van regering en parlement |
| GRG       | Gerontology Research Group, een internationale onderzoeksgroep met betrekking tot ouderdom |
| GROW      | Goal, Reality, Opportunity, Wheel, een onderzoeksmodel naar gezondheidsaspecten (Julius Centrum, UMC Utrecht) |
| GRZ       | geriatrische revalidatiezorg, zorg gericht op revalidatie voor kwetsbare ouderen na opname of behandeling |
| GSS       | Gerstmann-Sträussler-Scheinker (> Syndroom van Gerstmann-Sträussler-Scheinker), een hersenziekte veroorzaakt door prionen                                                                                             |
| GTT       | glucosetolerantietest |
| GVHD      | graft versus host disease (graft-versus-hostreactie) |
| GZ        | Gezondheidszorg (> GZ-psycholoog = Gezondheidszorgpsycholoog) |
| GZA       | (voorheen) Gasthuiszusters Antwerpen (> GZA Ziekenhuizen, een fusieziekenhuis in Antwerpen, per 1 januari 2024 Ziekenhuis aan de Stroom (ZAS))                                                                        |

## H
| Afkorting | Betekenis(sen) |
| --------- | --- |
| HAL       | hemorroïdale arteriële ligatie, een techniek voor de verwijdering van aambeien |
| HANS      | Head and Neck Support, ondersteuning van hoofd en nek; > HANS-systeem |
| Hb        | hemoglobine, een bloedeiwit |
| Hb(A)     | hemoglobine (volwassenen) |
| HbA1c     | geglyceerd hemoglobine, de verbinding van hemoglobine met glucose |
| HbF       | foetaal hemoglobine |
| HbO2      | oxyhemoglobine, de verbinding van hemoglobine met zuurstof |
| HCAWA     | hereditary cerebral hemorrhages with amyloidosis, een erfelijke hersenziekte, ook bekend als de Katwijkse ziekte                                                                                      |
| HCT       | hematocriet (ook HT) |
| HD        | Huntington's Disease (ziekte van Huntington, een ongeneeslijke, erfelijke aandoening van de herenen                                                                                                   |
| HDL       | high-density-lipoproteïne |
| HDYO      | Huntington's Disease Youth Organization |
| HeLa      | Henrietta Lacks; HeLa-cel, "onsterfelijke" cel, afstammend van baarmoederhalskankercellen van Henrietta Lacks                                                                                         |
| HELLP     | hemolysis elevated liver enzymes and low platelets (HELPP) |
| HEMS      | Helicopter Emergency Medical Service |
| HepB      | hepatitis B |
| HFmrEF    | heart failure with mildly reduced ejection fraction |
| HFpEF     | heart failure with preserved ejection fraction |
| HFrEF     | heart failure with reduced ejection fraction |
| HG        | hyperemesis gravidarum |
| HGR       | Hoge Gezondheidsraad, een wetenschappelijk adviesorgaan (België) |
| HBB       | hypothalamus-hypofyse-bijnier (> HHB-as) |
| Hib       | haemophilus influenzae |
| HIV       | humaan immunodeficiëntievirus (hiv) |
| HKNN      | Huntington KennisNet Nederland, een patiëntenvereniging |
| HKZ       | (stichting) Harmonisatie Kwaliteitsbeoordeling in de Zorgsector (HKZ) |
| HL        | Hodgkinlymfoom |
| HLA       | humaan leukocytenantigenen, de antigenen die aanwezig zijn op de oppervlakte van alle lichaamscellen (behalve op de oppervlakte van rode bloedcellen)                                                 |
| HM        | human milk |
| HMC       | Haaglanden Medisch Centrum (Westeinde, Antoniushove en Bronovo), tot 2016 Medisch Centrum Haaglanden                                                                                                  |
| HMO /hmo  | human milk oligosaccharid |
| HMSN      | hereditaire motorische en sensorische neuropathieën |
| HNA       | hereditaire neuralgische amyotrofie |
| HNP       | hernia nuclei pulposi, een aandoening van de rug of de nek door een uitgestulpte tussenwervelschijf                                                                                                   |
| HNPP      | hereditary neuropathy with liability to pressure palsies |
| HOCM      | hypertrofische obstructieve cardiomyopathie |
| HOED      | Huisartsen Onder Eén Dak |
| HOH       | Horacio Oduber Hospital, een algemeen ziekenhuis op Aruba |
| HOOG      | Huisartsenorganisatie Oost-Gelderland, een huisartsenorganisatie in Apeldoorn |
| HPFB      | Health Products and Food Branch (Canada) |
| HSP       | hoogsensitief persoon (ook: highly sensitive person) hereditaire spastische paraparese, een spierziekte henoch-schönleinpurpura, purpura van Henoch-Schönlein, een ontsteking van kleine bloedvaatjes |
| HPV       | humaan papillomavirus |
| HSMR      | hospital standardized mortality ratio |
| HSP       | hereditaire spastische paraparese |
| HT        | hematocriet (ook HCT) hypertensie |
| HVRC      | Huisartsen en Verpleeghuisartsen Registratie Commissie |
| HVZ       | hart- en vaatziekten |

## I
| Afkorting | Betekenis(sen) |
| --------- | --- |
| IACM      | Internationale Associatie voor Cannabis als Medicijn                                                                                     |
| IAOM      | International Association of Orofacial Myology                                                                                           |
| IAP       | instabiele angina pectoris |
| IARC      | International Agency for Research on Cancer (Internationaal Agentschap voor Kankeronderzoek)                                             |
| IARS      | International Academy of Sex Research |
| IASP      | International Association for the Study of Pain                                                                                          |
| IAT       | intra-arteriële trombectomie |
| IBD       | Inflammatory bowel disease, een verzamelnaam voor chronische darmontstekingen, waaronder colitis ulcerosa en de ziekte van Crohn         |
| IBS       | irritable bowel syndrome (Prikkelbaredarmsyndroom)                                                                                       |
| IC        | intensive care (Intensieve zorg) |
| ICD       | implanteerbare cardioverter-defibrillator                                                                                                |
| ICD-O     | International Classification of Diseases for Oncology                                                                                    |
| ICD-11    | International Statistical Classification of Diseases and Related Health Problems (versie 11)                                             |
| ICIN      | Interuniversitair Cardiologisch Instituut Nederland, thans Netherlands Heart Institute                                                   |
| ICPC      | International Classification of Primary Care                                                                                             |
| ICRC      | International Committee of the Red Cross (Internationaal Comité van het Rode Kruis)                                                      |
| ICSI      | intracytoplasmatische sperma-injectie |
| ICTV      | International Committee on Taxonomy of Viruses, de Internationale Commissie voor de Taxonomie van Virussen                               |
| ICU       | intensive care unit |
| IDIC-15   | IDIC-15 isodicentrisch chromosoom 15 |
| IDLH      | Immediately Dangerous to Life or Health                                                                                                  |
| IEM       | in-ear monitor |
| IFCC      | International Federation of Clinical Chemistry and Laboratory Medicine                                                                   |
| IFFS      | International Federation of Fertility Societies                                                                                          |
| IFN       | interferon |
| IFR       | infection-fatality ratio |
| IGJ       | Inspectie Gezondheidszorg en Jeugd, een onderdeel van het Ministerie van Volksgezondheid, Welzijn en Sport                               |
| IGZ       | Inspectie voor de Gezondheidszorg, in 2018 samengevoegd met de Inspectie Jeugdzorg (IJZ) tot de Inspectie Gezondheidszorg en Jeugd (IGJ) |
| IGO       | infertiliteit, gynaecologie en obstetrie                                                                                                 |
| IHDF      | International Health Development Foundation                                                                                              |
| IHF       | Inspecteur d'hygiène fédéral (Federale Gezondheidsinspecteur, België)                                                                    |
| IHQC      | Innovation in Health Strategy and Quality of Care (een onderzoekprogramma van het LUMC)                                                  |
| IJZ       | Inspectie Jeugdzorg, in 2018 samengevoegd met de Inspectie voor de Gezondheidszorg (IGZ) tot de Inspectie Gezondheidszorg en Jeugd (IGJ) |
| IKNL      | Integraal Kankercentrum Nederland |
| i.m.m.    | in manu medici (imm.), (Geef) in handen van de arts, vermelding op recept                                                                |
| IMBG      | Instituut Beleid en Management Gezondheidszorg (van de Erasmus Universiteit Rotterdam)                                                   |
| IMDH      | Instituut voor Medische Dringende Hulpverlening (Brugge)                                                                                 |
| IMED      | International Medical Education Directory                                                                                                |
| IMSI      | Intracytoplasmatisch morfologisch geselecteerde sperma-injectie                                                                          |
| INN       | International Nonproprietary Name, de generieke naam van een geneesmiddel                                                                |
| INR       | International Normalised Ratio (Internationale genormaliseerde ratio)                                                                    |
| Intravacc | Instituut voor Translationele Vaccinologie                                                                                               |
| IPF       | Idiopathische pulmonale fibrose |
| IPPNW     | International Physicians for the Prevention of Nuclear War (Internationale Medici ter Voorkoming van Kernoorlog), Artsen voor Vrede      |
| IPSF      | International Pharmaceutical Students' Federation                                                                                        |
| IRC       | Infraroodcoagulatie, een behandeling met blootstelling aan infrarood licht                                                               |
| IRS       | Insulin receptor substrate |
| ISAO      | Internationale Stichting Alzheimer Onderzoek                                                                                             |
| ISI       | International Sensitivity Index |
| ISPE      | International Society for Pharmaceutical Engineering                                                                                     |
| ISQua     | International Society for Quality in Health Care                                                                                         |
| ITON      | Instituut voor toegepaste neurowetenschappen                                                                                             |
| ITP       | idiopathische trombocytopenische purpura, ook: ziekte van Werlhof, een aandoening van het bloed                                          |
| IUATLD    | International Union Against Tuberculosis and Lung Disease                                                                                |
| IUI       | Intra-uteriene inseminatie |
| IUPHAR    | International Union of Basic and Clinical Pharmacology (Internationale Unie van Basis en Klinische Farmaceutica)                         |
| IUPS      | International Union of Physiological Sciences                                                                                            |
| IVC       | inferior vena cava |
| IVF       | in-vitrofertilisatie |
| IVLE      | intraveneuze lipidenemulsie |
| IVM       | Instituut voor Verantwoord Medicijngebruik                                                                                               |
| IVP       | intraveneuze pyelografie |

## J
| Afkorting | Betekenis(sen)                                 |
| --------- | ---------------------------------------------- |
| JAAD      | Journal of the American Academy of Dermatology |
| JAMA      | Journal of the American Medical Association    |
| JBZ       | Jeroen Bosch Ziekenhuis                        |
| JDRF      | Juvenile Diabetes Research Foundation          |
| JMM       | Journal of Medical Microbiology                |
| JMML      | juveniele myelomonocyten leukemie              |
| JOGG      | Jongeren Op Gezond Gewicht                     |
| JSR       | Journal of Sex Research                        |

## K
| Afkorting   | Betekenis(sen)                                                                                  |
| ----------- | ----------------------------------------------------------------------------------------------- |
| K-EET       | Ketenaanpak Eetstoornissen, een netwerk van zorgverleners voor eetstoornissen bij jeugdigen     |
| KABIZ       | Kwaliteitsregistratie en Accreditatie Beroepsbeoefenaren in de Zorg                             |
| KAGB        | Koninklijke Academie voor Geneeskunde van België                                                |
| KAMG        | Koepel Artsen Maatschappij en Gezondheid                                                        |
| KCL         | Klinische Chemie en Laboratoriumgeneeskunde (LUMC)                                              |
| KDV         | kinderdagverblijf                                                                               |
| KFF         | Klinische Farmacie en Farmacologie, een afdeling van het Universitair Medisch Centrum Groningen |
| KGCL        | (Stichting) Klinisch Genetisch Centrum Leiden                                                   |
| KGF         | keratinocytengroeifactor                                                                        |
| KHZ         | Kenniscentrum Historie Zorgverzekeraars, een onderdeel van de afdeling Metamedica van het VUmc  |
| KID         | Kunstmatige Inseminatie Donorsperma                                                             |
| KIE         | Kunstmatige Inseminatie Eigen semen                                                             |
| KiKa        | (Stichting) Kinderen Kankervrij (2002)                                                          |
| KiTZ        | Kindertumorzentrum → Hopp Kindertumorzentrum Heidelberg                                         |
| KJTC        | Kinder- en JeugdTraumaCentrum                                                                   |
| KLS         | Syndroom van Kleine-Levin                                                                       |
| KNCV        | Koninklijke Nederlandse Centrale Vereniging ter bestrijding van tuberculose (Tuberculosefonds)  |
| KNGF        | Koninklijk Nederlands Geleidehonden Fonds Koninklijk Nederlands Genootschap voor Fysiotherapie  |
| KNMG        | Koninklijke Nederlandsche Maatschappij tot bevordering der Geneeskunst                          |
| KNMP        | Koninklijke Nederlandse Maatschappij ter bevordering der Pharmacie                              |
| KNMT        | Koninklijke Nederlandse Maatschappij tot Bevordering der Tandheelkunde                          |
| KNMvD       | Koninlijke Nederlandse Maatschappij voor Diergeneeskunde                                        |
| KNO         | Keel-Neus-Oor(...)                                                                              |
| KNOV        | Koninklijke Nederlandse Organisatie van Verloskundigen                                          |
| KNPSV       | Koninklijke Nederlandse Pharmaceutische Studenten Vereniging                                    |
| KOAG        | Keuringsraad Openbare Aanprijzing Geneesmiddelen                                                |
| KP          | Kwaliteitsregister Paramedici                                                                   |
| KRM         | Kwaliteitsregister Mondhygiënisten                                                              |
| KRP         | Kwaliteitsregister voor Pedicures                                                               |
| KRT         | Kwaliteitsregister Tandartsen                                                                   |
| KSS         | Syndroom van Kearns-Sayre                                                                       |
| KTP         | (Stichting) Kennis en Toepassing Psychotraumatologie                                            |
| KTS         | Syndroom van Klippel-Trénaunay                                                                  |
| KZ-syndroom | Concentratiekampsyndroom                                                                        |

## L
| Afkorting | Betekenis(sen) |
| --------- | --- |
| L-CHIC    | Leiden Controlled Human Infection Center |
| LACDR     | Leiden Academic Centre for Drug Research |
| LAD       | Landelijke vereniging van artsen in dienstverband |
| Lareb     | Landelijke registratie evaluatie bijwerkingen (Lareb) |
| LASA      | Longitudinal Aging Study Amsterdam (langjarige verouderingsstudie) |
| LAV       | Leyden Academy on Vitality and Ageing |
| LAVA      | Life and Vitality Assessment (een onderzoek van Leyden Academy on Vitality and Ageing (LAV))                                                                             |
| LBSP      | Leiden Bio Science Park, een concentratie van bedrijven en kennisinstellingen in de sector biotechnologie                                                                |
| LBZ       | Landelijke Basisregistratie Ziekenhuiszorg, een type ICT-standaard in de zorg                                                                                            |
| LCG       | Landelijk Coördinatiecentrum Geneesmiddelen |
| LCH       | Landelijk Consortium Hulpmiddelen |
| LCI       | Landelijke Coördinatie Infectieziektebestrijding |
| LCHV      | Landelijk Centrum Hygiëne en Veiligheid (een onderdeel van het Centrum Infectieziektebestrijding (CIb))                                                                  |
| LCMV      | lymfocytair choriomeningitis virus, een mammarenavirus bij knaagdieren dat bij mensen ernstige ziektebeelden kan veroorzaken                                             |
| LCPL      | Leids Cytologisch & Pathologisch Laboratorium (Rijswijk ZH) |
| LCPS      | Landelijk Coördinatiecentrum Patiënten Spreiding |
| LD        | lactaatdehydrogenase (melkzuurdehydrogenase) |
| LDH       | lactaatdehydrogenase (melkzuurdehydrogenase) |
| LED       | lupus erythematodes disseminatus, een auto-immuunziekte, met synoniem: systemische lupus erythematodes (SLE)                                                             |
| LEEFH     | (Stichting) Landelijk Expertisecentrum Erfelijkheidsonderzoek Familiaire Hart -en vaatziekten                                                                            |
| LDL       | Lagedichtheidlipoproteïne |
| LEMS      | Lambert-Eaton myastheen syndroom |
| LETM      | Longitudinal extensive transverse myelitis |
| LG        | lichamelijk gehandicapte, een zorgindicatie |
| LGMD      | Limb-girdle-dystrofie |
| LH        | Luteïniserend hormoon |
| LHON      | Leber hereditary optic neuropathy |
| LHRH      | luteinizing-hormone-releasing hormone, synoniem van Gonadotropin-releasing hormone (GnRH)                                                                                |
| LHV       | Landelijke Huisartsen Vereniging |
| LICO      | Leids Informatiecentrum Oncologie, een informatiecentrum en "huiskamer" voor kankerpatiënten en hun naasten                                                              |
| LIMA      | left internal mammary artery |
| LIMSC     | Leiden International (Bio)Medical Student Conference |
| LMD       | leeftijdgebonden maculadegeneratie (zie ook: AMD) |
| LNAZ      | Landelijk Netwerk Acute Zorg |
| LOA       | Lebers opticusatrofie |
| LOI       | Landelijk Overleg Infectieziektebestrijding |
| LOINC     | Logical Observation Identifiers Names and Codes, een databank met standaarden voor medische laboratoriumobservaties                                                      |
| LOOB      | Last tot onmiddellijke onthouding van de beroepsactiviteiten, een ingreep door de IGJ                                                                                    |
| LOOP      | (Stichting) Landelijk Overkoepelend Orgaan voor de Podologie, een branche-organisatie voor podologen                                                                     |
| LOPH      | Lokaal Opleidings Plan Heelkunde (LUMC) |
| LRK       | Landelijk Register Kinderopvang |
| LS        | lichen sclerosus, een huidziekte, ook: LSA of LSEA |
| LSA       | lichen sclerosus, ook: LS, een huidziekte, met synoniem: lichen sclerosus et atrophicans (LSEA)                                                                          |
| LSD       | lumpy skin disease, nodulaire dermatose, een besmettelijke virusziekte bij runderen en andere hoefdieren Lysergeenzuurdi-ethylamide, een synthetische hallucinogene drug |
| LSEA      | lichen sclerosus et atrophicans, ook: LS, een huidziekte, synoniem van lichen sclerosus (LSA)                                                                            |
| LSH       | Laboratorium voor Speciële Hematologie van het LUMC |
| LSHTM     | London School of Hygiene and Tropical Medicine |
| LTT       | Lactose tolerantie test |
| LTX       | Longtransplantatie of levertransplantatie |
| LUMC      | Leids Universitair Medisch Centrum |
| LUTS      | lower urinary tract symptoms (LUTS), lagere urineweg-symptomen |
| LVAG      | Landelijke Vereniging van Assistent Geneeskundigen |
| LVAH      | Landelijke Vereniging Assistenten Heelkunde |
| LVG       | licht verstandelijk gehandicapte, een zorgindicatie |
| LVO       | Landelijke Vereniging Operatieassistenten, een beroepsvereniging van paramedici                                                                                          |

## M
| Afkorting | Betekenis(sen) |
| --------- | --- |
| M&G       | Maatschappij en Gezondheid, (> arts M&G, ook: arts M+G) |
| MAD       | mandibular advancement device (snurkbeugel) |
| MAO       | monoamino-oxydase (een verzamelnaam voor flavo-enzymen) |
| MAOI      | monoamine oxidase inhibitor (monoamino-oxidaseremmer) |
| MB        | multibacillair (> MB lepra: multibacillaire lepra) |
| MBB       | Medische beeldvormings- en bestralingsdeskundige (een paramedische beroep)                                                                                            |
| MBBC      | Macromolecular Biophysics and Biological Chemistry |
| MBvO      | Meer Bewegen voor Ouderen |
| MC        | Medisch Centrum |
| MCAT      | Medical College Admission Test |
| MCH       | Medisch Centrum Haaglanden, thans Haaglanden Medisch Centrum (Westeinde, Antoniushove en Bronovo)                                                                     |
| MCI       | mild cognitive impairment (lichte cognitieve stoornis) |
| MCL       | mantelcellymfoom Medisch Centrum Leeuwarden |
| MCM       | Medisch Centrum Meppel |
| MCTD      | mixed connective-tissue disease |
| MD        | myotone dystrofie maculadegeneratie musculaire dystrofie |
| MDD       | major depression disorder (ernstige depressieve stoornis) |
| MDMA      | 3,4-methyleendioxymethamfetamine (MDMA) (een synthetische drug) |
| MDO       | multidisciplinair overleg |
| MDPV      | methyleendioxypyrovaleron (een synthetische drug) |
| MDR-CVRM  | Multidisciplinaire richtlijn Cardiovasculair risicomanagement |
| MDS       | myelodysplastisch syndroom |
| ME        | myalgische encefalomyelitis |
| MeCeBi    | Medisch Centrum voor Biofysische Geneeskunde |
| MERS      | Middle East respiratory syndrome |
| MeSH      | Medical Subject Headings, een thesaurus voor ontsluiting van medische publicaties                                                                                     |
| METC      | Medisch Ethische Toetsingscommissie |
| MF        | myelofibrose |
| MG        | myasthenia gravis, een neurologische auto-immuunziekte die de spieren aantast                                                                                         |
| MGE       | mobile genetic element |
| MGUS      | monoclonal gammopathy of undetermined significance |
| MHAM      | Militair Hospitaal Dr. A. Mathijsen, een voormalig militair ziekenhuis te Utrecht, opgegaan in het Centraal Militair Hospitaal (CMH)                                  |
| MHO       | Marinehospitaal Overveen, een voormalig ziekenhuis van de Koninklijke Marine, opgegaan in het Centraal Militair Hospitaal (CMH)                                       |
| MIC       | Medisch Interfacultair Congres, een sinds 1989 jaarlijks landelijk congres voor studenten geneeskunde in Nederland                                                    |
| MIMMS     | (Stichting) Major Incident Medical Management and Support |
| MIP       | Meldingen Incidenten Patiëntenzorg, een systeem van meldingen van incidenten binnen een zorginstelling; zie ook: VIM                                                  |
| MIS       | multisystem inflammatory syndrome |
| MIS-C     | multisystem inflammatory syndrome in children |
| MKA       | Meldkamer Ambulancezorg, voorheen Centrale Post Ambulancevervoer (CPA)                                                                                                |
| MLD       | Maag Lever Darm (> MLD-arts) Metachromatische leukodystrofie |
| MM        | multipel myeloom (Ziekte van Kahler) |
| MMA       | mammalian meat allergy (alfa-galsyndroom, alfa-galallergie of vleesallergie)                                                                                          |
| MMC       | Maxima Medisch Centrum (een ziekenhuis in Eindhoven en Veldhoven) Mungra Medisch Centrum (een ziekenhuis in Nieuw-Nickerie in Suriname)                               |
| MMI       | Medische Microbiologie en Infectiepreventie, een afdeling van het Universitair Medisch Centrum Groningen                                                              |
| MMSE      | mini–mental state examination (een test) |
| MMT       | Mobiel Medisch Team (ook wel: traumateam; onderdeel van een traumacentrum)                                                                                            |
| MNS       | maligne neurolepticasyndroom, een bepaalde reactie op antipsychotische medicatie                                                                                      |
| MOCA      | Montreal Cognitive Assessment |
| MOET      | (Stichting) Managing Obstetrics Emergencies and Trauma, een organisatie die specifieke training aanbiedt op acuut obstetrisch terrein                                 |
| MPA       | microscopische polyangiitis |
| MPS / mps | meervoudige persoonlijkheidsstoornis / multipele persoonlijkheidsstoornis (synoniem: dissociatieve identiteitsstoornis (dis))                                         |
| MRA       | mandibulair repositie-apparaat (snurkbeugel) monoamine releasing agent (ook: monoamine releaser)                                                                      |
| MRC       | Militair Revalidatie Centrum |
| MRI       | magnetic resonance imaging |
| MRL       | maximale residu limiet, de maximale hoeveel van een bestrijdingsmiddel of diergeneesmiddel die er in een product mag zitten                                           |
| MRMI      | Medical Response to Major Incidents |
| mRNA      | messenger ribonucleic acid, Messenger-RNA, boodschapper-RNA; → mRNA-vaccin                                                                                            |
| MRSA      | meticilline-resistente Staphylococcus aureus |
| MS        | multiple sclerose |
| MSG       | monosodiumglutamaat (mononatriumglutamaat, een smaakversterker; synoniem: Ve-tsin of E-621)                                                                           |
| MSR       | Medisch Specialistische Revalidatie |
| MSRC      | Medisch Specialisten Registratie Commissie, voorheen (1932-1998) Specialisten Registratie Commissie (SRC), thans Registratiecommissie Geneeskundig Specialisten (RGS) |
| MSS       | syndroom van Marshall-Smith |
| MST       | Medisch Spectrum Twente |
| MUG       | Mobiele Urgentiegroep, traumateam (België) |
| MUGH      | Mobiele Urgentiegroep-helikopter, MUG-helikopter, een traumahelikopter (België)                                                                                       |
| MUMC+     | Maastricht Universitair Medisch Centrum Plus (Maastricht UMC+) |
| MW        | morbus Waldenström |
| MZL       | marginalezonelymfoom |

## N
| Afkorting | Betekenis(sen) |
| --------- | --- |
| N. X      | N. X, nervus vagus, de zwervende zenuw |
| NAAV      | Nederlandse Artsen Acupunctuur Vereniging |
| NAD       | nicotinamide-adenine-dinucleotide Nationaal Actieprogramma Diabetes (2009-2013) |
| NADP      | nicotinamide adenine dinucleotide phosphate (nicotinamide-adenine-dinucleotidefosfaat) |
| NAE       | Nederlandse Academie voor Eetstoornissen, een vereniging voor professionals die werken met patiënten met voedings- en eetstoornissen                                                                    |
| NAFLD     | non-alcoholic fatty liver disease, een aandoening van de lever |
| NAH       | niet-aangeboren hersenletsel |
| NAN       | Nederlandse Apotheek Norm |
| NAM       | National Academy of Medicine (US) |
| NAS       | neonataal abstinentiesyndroom |
| NASH      | niet-alcoholische steatohepatitis, een aandoening van de lever National Academy of Sports Medicine (US)                                                                                                 |
| NAZB      | Netwerk Acute Zorg Brabant |
| NAZL      | Netwerk Acute Zorg Limburg |
| NAZMN     | Netwerk Acute Zorg Midden-Nederland |
| NAZrZ     | Netwerk Acute Zorg regio Zwolle |
| NAZW      | Netwerk Acute Zorg West |
| NCAB      | Nationale Commissie Aids Bestrijding † |
| NCBD      | Nederlandse Christelijke Bond van Doven |
| NCD       | Newcastle disease, Ziekte van Newcastle of pseudovogelpest, een zeer besmettelijke ziekte bij vogels, die ook ziekteverschijnselen veroorzaakt bij de mens (zoönose)                                    |
| NCDR      | National Cardiovascular Data Registry, sinds 2017 de Nederlandse Hart Registratie (NHR) |
| NCHS      | National Center for Health Statistics (USA) |
| NCI       | National Cancer Institute, een onderdeel van de National Institutes of Health (NIH) (USA) |
| NCFS      | Nederlandse Cystic Fibrosis Stichting, een patiëntenorganisatie |
| NCSM      | Stichting Nederlandse associatie voor legale cannabis en haar stoffen als medicatie |
| NCV       | Nederlandse Coeliakie Vereniging, een patiëntenorganisatie |
| NDF       | Nederlandse Diabetes Federatie |
| NDFB      | Nederlandse Donor Feces Bank (LUMC) |
| NEC       | necrotiserende enterocolitis, een ernstige darmziekte bij te vroeg geboren baby's |
| NecstGen  | Netherlands Center for the Clinical Advancement of Stem Cell and Gene Therapies (Leiden) |
| NEJM      | New England Journal of Medicine |
| NFI       | Nederlands Forensisch Instituut |
| NFK       | Nederlandse Federatie van Kankerpatiëntenorganisaties |
| NFN       | Nederlandse Federatie voor Nefrologie |
| NFU       | Nederlandse Federatie van Universitair Medische Centra |
| NGF       | nerve growth factor (zenuwgroeifactor) |
| NHDI      | Nederlandse Hervormde Diaconessen Inrichting (1891-1969), uiteindelijk in 2013 opgegaan in OLVG |
| NHG       | Nederlands Huisartsen Genootschap |
| NHL       | Non-hodgkinlymfoom |
| NHR       | Nederlandse Hart Registratie |
| NHS       | National Health Service (Nationale Gezondheidsdienst) (Verenigd Koninkrijk) |
| NHTR      | Niet-hemolytische transfusiereactie |
| NIA       | National Institute on Aging, een onderdeel van de National Institutes of Health (NIH) (USA) |
| NIAID     | National Institute of Allergy and Infectious Diseases (Nationaal Instituut voor Allergieën en Besmettelijke ziekten), een onderdeel van de National Institutes of Health (NIH)                          |
| NIAZ      | Nederlands Instituut voor Accreditatie in de Zorg, sinds 2020 Qualicor Europe |
| Nictiz    | voorheen Nationaal ICT-Instituut in de Zorg (thans een merknaam), het kenniscentrum voor Informatie- en Communicatietechnologie (ICT) in de zorg                                                        |
| NIDA      | National Institute on Drug Abuse (van NIH) |
| NIFP      | Nederlands Instituut voor Forensische Psychiatrie en Psychologie |
| NIGZ      | Nationaal Instituut voor Gezondheidsbevordering en Ziektepreventie |
| NIH       | National Institutes of Health (USA) |
| NIMH      | National Institute of Mental Health, een instituut van de National Institutes of Health |
| NIOG      | Nitrosamine Implementation Oversight Group, een overleggroep van het Europees Geneesmiddelenbureau |
| NIPT      | Niet-invasieve prenatale test |
| NISB      | Nederlands Instituut voor Sport en Bewegen |
| NIV       | Nederlandse Internisten Vereniging |
| Nivel     | Nederlands Instituut Voor onderzoek van de EersteLijnsgezondheidszorg (Nivel), thans Nederlands Instituut voor Onderzoek van de Gezondheidszorg                                                         |
| NIZ       | Nederlands Israëlietisch Ziekenhuis (1804-1943, Amsterdam) (†) |
| NKI       | Nederlands Kanker Instituut |
| NKOC      | Nationaal Kinder Oncologisch Centrum |
| NKR       | Nederlandse Kankerregistratie, een gegevensbank van patiënten met kanker |
| NLM       | National Library of Medicine (US) |
| NLV       | Nederlandse Leverpatiënten Vereniging |
| NMA       | neuromusculaire aandoening |
| NMB       | Nieuw-Malthusiaanse Bond (1881-1940), thans NVSH |
| NMDA      | N-methyl-D-asparaginezuur |
| NMDL      | Nederlands Moleculair Diagnostisch Laboratorium (Rijswijk ZH) |
| NMMV      | Nederlandse Maatschappij Medisch Voetzorgverleners, de beroepsvereniging van rijkserkende medisch pedicures                                                                                             |
| NMO       | Neuromyelitis optica |
| NMT       | Nederlandse Maatschappij tot bevordering der Tandheelkunde, thans KNMT |
| NNGC      | Nederlandsch Natuur- en Geneeskundig Congres (1887-2017) |
| NOAC      | nieuwe orale anticoagulantia, antistollingsmiddelen (Non-vitamin k antagonist Oral Anti-Coagulants); ook: directe orale anticoagulantia (DOAC)                                                          |
| NOG       | Nederlands Oogheelkundig Gezelschap |
| NOS       | not otherwise specified |
| NOV       | Nederlandse Orthopaedische Vereniging |
| NOVF      | Nederlandse Vereniging voor Orofaciale Fysiotherapie (een vereniging voor kaakfysiotherapie)) |
| NPaV      | Nederlandse Psychoanalytische Vereniging |
| NPBI      | Nederlandse Productielaboratorium Bloedtransfusieapparatuur en Infusievloeistoffen (NPBI) |
| NPCF      | Nederlandse Patiënten en Consumenten Federatie (thans Patiëntenfederatie Nederland (PN)) |
| NPV       | Nederlandse Patiëntenvereniging |
| NRA       | norepinephrine releasing agent |
| NRI       | noradrenaline reuptake inhibitor (noradrenaline-heropnameremmer, synoniem: norepinefrine-heropnameremmer)                                                                                               |
| NRLBM     | Nederlands Referentielaboratorium voor Bacteriële Meningitis (Amsterdam UMC) |
| NRP       | niet-reanimerenpenning |
| NRR       | Nederlandse Reanimatieraad |
| NSAA      | non-standard amino acid (niet-standaard aminozuur) |
| NSAID     | Non-steroidal anti-inflammatory drugs (NSAID's) (ontstekingsremmende geneesmiddelen) |
| NSBB      | niet-selectieve bèta-blokker |
| NSCK      | Nederlands Signalerings Centrum Kindergeneeskunde |
| NSK       | nefrostomiekatheter |
| NSPOH     | Netherlands School of Public and Occupational Health |
| NSRM      | Netherlands Society of Rehabilitation Medicine, de Nederlandse Vereniging van Revalidatieartsen |
| NSWP      | Nederlandse Stichting Whiplash Patiënten |
| NTD       | neglected tropical disease, verwaarloosde tropische ziekte |
| NTS       | Nederlandse Transplantatie Stichting, een stichting ter bevordering van orgaan- en weefseldonaties |
| NTvG      | Nederlands Tijdschrift voor Geneeskunde |
| NTvH      | Nederlands Tijdschrift voor Heelkunde Nederlands Tijdschrift van Hematologie |
| NTVT      | Nederlands Tijdschrift Voor Tandheelkunde |
| NTX       | Niertransplantatie |
| NVAB      | Nederlandse Vereniging voor Arbeids- en Bedrijfsgeneeskunde |
| NVCO      | Nederlandse Vereniging voor Chirurgische Oncologie (Nederlandse Vereniging voor Kankerchirurgie, een ondervereniging van de Nederlandse Vereniging voor Heelkunde (NVVH))                               |
| NVD       | Nederlandse Vereniging van Diëtisten |
| NVDEC     | Nederlandse vereniging van dierexperimentencommissies |
| NVDO      | Nederlandse Vereniging voor Diabetes Onderzoek |
| NVDV      | Nederlandse Vereniging van Dermatologie en Venereologie |
| NVEPC     | Nederlandse Vereniging Esthetische Plastische Chirurgie |
| NVFB      | Nederlandse Vereniging voor Fysiotherapie bij Bekkenproblematiek, evenwel meestal genoemd Nederlandse Vereniging voor Bekkenfysiotherapie                                                               |
| NVFK      | Nederlandse Vereniging voor Fysiotherapie van Kinderen, thans Nederlandse Vereniging voor Kinderfysiotherapie                                                                                           |
| NVGE      | Nederlandse Vereniging voor GastroEnterologie |
| NVGIC     | Nederlandse Vereniging voor GastroIntestinale Chirurgie, een ondervereniging voor maagdarmchirurgie van de Nederlandse Vereniging voor Heelkunde (NVVH)                                                 |
| NVH       | Nederlandse Vereniging voor Hepatologie |
| NVI       | (voormalig) Nederlands Vaccin Instituut (2003-2010) |
| NVIC      | Nationaal Vergiftigingen Informatie Centrum Nederlandse Vereniging voor Intensive Care |
| NVK       | Nederlandse Vereniging voor Kindergeneeskunde |
| NVKC      | Nederlandse Vereniging voor Kinderchirurgie (een ondervereniging van de Nederlandse Vereniging voor Heelkunde (NVVH) Nederlandse Vereniging van Klinische Chemie en Laboratoriumgeneeskunde             |
| NVKG      | Nederlandse Vereniging voor Klinische Geriatrie |
| NVLA      | Nederlandse Vereniging voor Laboratoriumartsen † (in 1992 opgegaan in Nederlandse Vereniging voor Medische Microbiologie (NVMM)                                                                         |
| NVLD      | Niet-verbale leerstoornis |
| NVM       | Nederlandse Vereniging van Mondhygiënisten |
| NVMBR     | Nederlandse Vereniging voor Medische Beeldvorming & Radiotherapie (2003) |
| NVMDL     | Nederlandse Vereniging van Maag-Darm-Leverartsen, een medische beroepsvereniging |
| NVMG      | Nederlandse Vereniging voor Medische Geschiedenis |
| NVML      | Nederlandse Vereniging van bioMedisch Laboratoriummedewerkers |
| NVMSR     | Nederlandse Vereniging voor Medisch Specialistische Rapportage |
| NVMM      | Nederlandse Vereniging voor Medische Microbiologie Nederlandse Vereniging voor Medische Milieukunde |
| NVMO      | Nederlandse Vereniging voor Medische Oncologie Nederlandse Vereniging voor Medisch Onderwijs |
| NVMP      | Nederlandse Vereniging voor Medische Polemologie (1969), thans Artsen voor Vrede |
| NVMSR     | Nederlandse Vereniging voor Medisch Specialistische Rapportage |
| NVN       | Nierpatiënten Vereniging Nederland |
| NVNG      | Nederlandse Vereniging voor Nucleaire Geneeskunde |
| NVOG      | Nederlandse Vereniging voor Obstetrie en Gynaecologie |
| NVOM      | Nederlandse Vereniging voor Ouders van Meerlingen Nederlandse Vereniging van Oefentherapeuten Mensendieck (thans VvOCM)                                                                                 |
| NVOO      | Nederlandse Vereniging voor Overgewicht & Obesitas |
| NVPC      | Nederlandse Vereniging voor Plastische Chirurgie |
| NVRO      | Nederlandse Vereniging voor Radiotherapie en Oncologie |
| NVSG      | Nederlandse Vereniging voor Sociale Geriaters, gefuseerd 2005 met NVVA, sinds 2009 Verenso |
| NVSH      | Nederlandse Vereniging voor Seksuele Hervorming |
| NVT       | Nederlandse Vereniging voor Traumachirurgie (een ondervereniging van de Nederlandse Vereniging voor Heelkunde (NVVH)) Nederlandse Vereniging voor Thoraxchirurgie Nederlandse Vereniging van Tandartsen |
| NVU       | Nederlandse Vereniging voor Urologie, een wetenschappelijke beroepsvereniging voor medisch specialisten in de urologie                                                                                  |
| NVVA      | Nederlandse Vereniging van Verpleeghuisartsen (1972-2009), thans Verenso |
| NVvAKI    | Nederlandse Vereniging voor Allergologie en Klinische Immunologie |
| NVVC      | Nederlandse Vereniging voor Cardiologie |
| NVVE      | Nederlandse Vereniging Voor Endodontologie Nederlandse Vereniging voor Vrijwillige Euthanasie, sinds 2006 Nederlandse Vereniging voor een Vrijwillig Levenseinde (NVVE)                                 |
| NVVG      | Nederlandse Vereniging voor Verzekeringsgeneeskunde |
| NVvH      | Nederlandse Vereniging voor Handchirurgie Nederlandse Vereniging voor Heelkunde Nederlandse Vereniging voor Hematologie                                                                                 |
| NVVO      | Nederlandse Vereniging van Orthoptisten |
| NVvL      | Nederlandse Vereniging voor Longchirurgie (een ondervereniging van de Nederlandse Vereniging voor Heelkunde (NVVH)                                                                                      |
| NVVP      | Nederlandse Vereniging van Vrijgevestigde Psychologen en Psychotherapeuten (†) |
| NVvR      | Nederlandse Vereniging voor Radiologie |
| NVVS      | Nederlandse Vereniging voor Seksuologie, thans Nederlandse Wetenschappelijke Vereniging voor Seksuologie                                                                                                |
| NVvV      | Nederlandse Vereniging voor Vaatchirurgie (een ondervereniging van de Nederlandse Vereniging voor Heelkunde (NVVH)                                                                                      |
| NVZ       | Nederlandse Vereniging van Ziekenhuizen |
| NVZA      | Nederlandse Vereniging van ZiekenhuisApothekers |
| NVZD      | Nederlandse Vereniging van Bestuurders in de Zorg (voorheen Nederlandse Vereniging van Ziekenhuisdirecteure (NVZD))                                                                                     |
| NWS       | Nederlandse Wetenschappelijke Vereniging voor Seksuologie (voorheen Nederlandse Vereniging voor Seksuologie (NVVS))                                                                                     |
| NWVT      | Nederlandse Wetenschappelijke Vereniging van Tandartsen |
| Nza       | Nederlandse Zorgautoriteit, toezichthouder krachtens de Wet marktordening gezondheidszorg (2005) |
| NZf       | Nederlandse Zorgfederatie (1991-1999), een voormalige koepelorganisatie, thans ActiZ en NVZ |

## O
| Afkorting | Betekenis(sen) |
| --------- | --- |
| OA        | oral appliance (snurkbeugel) |
| OAB       | overactieve blaas |
| OAC       | orale anticonceptie orale anticoagulantia |
| OAZ       | Organisatie van Algemeene Ziekenfondsen (1941-1968) |
| OCD       | osteochondritis dissecans (ook afgekort als OD) obsessive–compulsive disorder (obsessieve-compulsieve stoornis)                                               |
| OCM       | Organisatie Cytodiagnostische Medewerkers, een beroepsorganisatie voor medewerkers in de zorg                                                                 |
| OCS       | obsessieve-compulsieve stoornis, ook: obsessief-compulsieve stoornis of dwangstoornis                                                                         |
| OCT       | optische coherentietomografie |
| OD        | osteochondritis dissecans (ook afgekort als OCD) |
| ODAP      | Orphan Drug Access Protocol oxalyldiaminopropionzuur |
| OGGZ      | Openbare Geestelijke Gezondheidszorg (waaronder Bemoeizorg)                                                                                                   |
| OGTT      | orale glucosetolerantietest |
| OHK       | Oogheelkundige Historische Kring (2018), een werkgroep van het Nederlands Oogheelkundig Gezelschap (NOG)                                                      |
| OHRA      | OHRA, voorheen Onderlinge voor Hogere Rijks Ambtenaren (zorgverzekering); thans een handelsmerk van onderdelen van de NN Group en de CZ Groep                 |
| OHS       | obesitas-hypoventilatiesyndroom |
| OI        | osteogenesis imperfecta |
| OLO       | Onverwacht Lange Opnameduur |
| OLVG      | Onze Lieve Vrouwe Gasthuis (1898-2015), sinds 2015 OLVG, een ziekenhuis in Amsterdam                                                                          |
| OMC       | Oogheelkundig Medisch Centrum, aanduiding voor een zelfstandige oogheelkundige kliniek                                                                        |
| OMIN      | Online Mendelian Inheritance in Man (een medische databank)                                                                                                   |
| OMS       | opsoclonus-myoclonussyndroom Orde van Medisch Specialisten (in 2015 opgegaan in Federatie Medisch Specialisten)                                               |
| OMT       | Outbreak Management Team |
| ONVZ      | ONVZ, voorheen Onderlinge Nationale Verzekering tegen Ziekenhuiskosten, thans een handelsmerk                                                                 |
| OOA       | Onderzoekschool Oncologie Amsterdam |
| OOG       | Oostelijk Oogheelkundig Gezelschap, een regionale afdeling van het Nederlands Oogheelkundig Gezelschap (NOG)                                                  |
| OPS       | organisch psychosyndroom |
| ORL       | otorinolaryngologie (in België); keel-, neus- en oorheelkunde (of keel-neus-oorheelkunde) (in Nederland)                                                      |
| OSAS      | obstructieveslaapapneusyndroom, een dichtvallen tijdens de slaap van de bovenste luchtweg door wand of tong                                                   |
| OT        | orthostatische tremor, een neurologische aandoening, gekenmerkt door onwillekeurige trillingen in de benen                                                    |
| OTO       | Opleiden, Trainen en Oefenen, een programma binnen een netwerk voor acute zorg                                                                                |
| OVAA      | Onderlinge Verzekering van Artsen Automobilisten † (thans VvAA)                                                                                               |
| OVIT      | oncolytische viro-immunotherapie |
| OVN       | Optometristen Vereniging Nederland |
| OZG       | Ommelander Ziekenhuis Groningen |
| OZO       | Overijsselse Ziekenomroep, een regionale ziekenomroep in Nijverdal, verzorgd door vrijwilligers in verpleeghuizen en verzorgingstehuizen in Midden-Overijssel |

## P
| Afkorting | Betekenis(sen) |
| --------- | --- |
| PAAZ      | Psychiatrische Afdeling Algemeen Ziekenhuis |
| PAH       | pulmonale arteriële hypertensie fenylalaninehydroxylase, een enzym |
| PAHO      | Pan American Health Organization (Pan-Amerikaanse Gezondheidsorganisatie), een regionale organisatie van de Wereldgezondheidsorganisatie (WHO) |
| PAV       | perifeer arterieel vaatlijden |
| PB        | paucibacillair (> PB-lepra: paucibacillaire lepra) |
| PBC       | Pieter Baan Centrum, een psychiatrische observatiekliniek |
| PBS       | pijnlijk baarmoedersyndroom |
| PC        | pubococcygeus (> PC-spier, de musculus pubococcygeus) |
| PCD       | primaire ciliaire dyskinesie |
| PCH       | pontocerebellaire hypoplasie, een aandoening van de kleine hersenen |
| PCOS      | polycysteus-ovariumsyndroom of syndroom van Stein-Leventhal, een aandoening van de eierstokken |
| PCI       | percutane coronaire interventie, een methode voor het verwijden van een vernauwing in een kransslagader, ook genoemd dotteren |
| PCP       | 1-(1-phenylcyclohexyl)piperidine (fencyclidine) pneumocystis carinii-pneumonie, verouderde naam voor pneumocystis jirovecii-pneumonie |
| PCR       | polymerase chain reaction (polymerase-kettingreactie) |
| PCT       | porphyria cutanea tarda, een huidaandoening door overgevoeligheid voor licht |
| PDCO      | Paediatric Committee (van het Europees Geneesmiddelenbureau) |
| PDD       | pervasive developmental disorder, pervasieve ontwikkelingsstoornis |
| PDD-NOS   | pervasive developmental disorder - not otherwise specified (PDD-NOS) |
| PDS       | prikkelbaredarmsyndroom |
| PDSB      | Prikkelbare Darm Syndroom Belangenorganisatie (bedoeld is: prikkelbaredarmsyndroom), een patiëntenorganisatie |
| PEH       | psychiatrische eerste hulp |
| PENI      | psycho-endocrino-neuro-immunologie, een interdisciplinair onderzoeksgebied naar de wisselwerking tussen psyche, zenuwstelsel en immuunsysteem (zie ook: PNI) |
| PET       | positronemissietomografie |
| PF        | plasmafiltratie |
| PGD       | pre-implantatiegenetische diagnostiek Patiënten, Gehandicapten en Ouderen (een voormalig fonds waarvan de taken zijn overgenomen door DUS-I) |
| PGO       | persoonlijke gezondheidsomgeving, een digitaal bestand met persoonlijke gezondheidsgegevens |
| PHA       | Primair hyperaldosteronisme |
| PHTS      | PTEN hamartoom tumorsyndroom |
| PI        | perfusie-index, een maat voor de doorbloeding |
| PIP       | paediatric investigation plan (van het Europees Geneesmiddelenbureau) |
| PIZ       | Portugees Israëlitisch Ziekenhuis † (Amsterdam) |
| PJP       | Pneumocystis jiroveci |
| PKAN      | pantothenate kinase-associated neurodegeneration |
| PKU       | phenylketonuria (fenylketonurie) |
| PLB       | hospholamban, een eiwit |
| PLMD      | periodic limb movement disorder |
| PLN       | phospholamban, een eiwit |
| PLS       | primaire laterale sclerose |
| PMA       | paramethoxyamfetamine, een designerdrug Pensioenfonds Medewerkers Apotheken Polikliniek Mens en Arbeid, een polikliniek van het Amsterdam UMC premarket approval (premarket-goedkeuring), een proces van de Food and Drug Administration voor de evaluatie van medische hulpmiddelen |
| PMC       | Prinses Máxima Centrum, een ziekenhuis en onderzoekscentrum in Utrecht, gespecialiseerd in kinderoncologie |
| PMBCL     | Primair mediastinaal B-cellymfoom, ook: PMBL |
| PMBL      | Primair mediastinaal B-cellymfoom, ook: PMBCL |
| PMD       | post micturition dribble |
| PMID      | Pubmed identifier (een uniek identificatienummer van een medische publicatie) |
| PMLE      | polymorfe lichteruptie |
| PMP       | pseudomyxoma peritonei |
| PMR       | spierreuma (polymyalgia rheumatica) |
| PMS       | Premenstrueel syndroom |
| PN        | Patiëntenfederatie Nederland |
| PNE       | percutaneous nerve evaluation |
| Pneu      | pneumokok |
| PNH       | peripheral nerve hyperexcitability |
| PNI       | psychoneuro-immunologie, een interdisciplinair onderzoeksgebied naar de wisselwerking tussen psyche, zenuwstelsel en immuunsysteem (zie ook: PENI) |
| POMA      | Performance-Oriented Mobility Assessment, ook: Tinetti Test, een mobiliteitstest voor ouderen |
| POTS      | posturaal orthostatisch tachycardiesyndroom |
| PPH       | procedure voor prolaps en hemorroïden |
| PPOD      | pelvic pain and organic dysfunction |
| PPP       | postpartumpsychose, synoniem van Kraambedpsychose pearly penile papules, parelketting, goedaardige kleine slijmvliesflapjes aan de penis |
| PPPD      | persistent postural-perceptual dizziness |
| PPS       | postpoliosyndroom |
| PRAC      | Pharmacovigilance Risk Assessment Committee (van het Europees Geneesmiddelenbureau) |
| PrEP      | pre-expositie profylaxe of pre-exposure prophylaxis (PREP), het preventief gebruik van hiv-remmers |
| PRO       | patient-reported outcome, patiëntgerapporteerde uitkomsten, gezondheidsuitkomsten die door de patiënt zelf zijn gerapporteerd |
| PROVOKE   | plaats-rangschikking-omvang-vorm-omtrek-kleur-efflorescentie (PROVOKE) |
| PRR       | pattern recognition receptor, patroonherkenningsreceptor |
| PSA       | prostaatspecifiek antigeen, een enzym |
| PSC       | primaire scleroserende cholangitis |
| PSD       | phosphatidylserine decarboxylase (fosfatidylserine decarboxylase), een enzym |
| PSI       | Pneumonia Severity Index |
| PSMA      | progressieve spinale musculaire atrofie |
| PSP       | progressieve supranucleaire parese |
| PSUR      | Periodic Safety Update Report |
| PT        | protrombinetijd, een resultaat bij bloedonderzoek |
| PTCA      | percutane transluminale coronaire angioplastiek, een methode voor het verwijden van een vernauwing in een kransslagader |
| PTP       | posttransfusie-purpura, een verschijnsel van rode of paarse vlekken op de huid door onderhuidse bloedingen na transfusie |
| PTO       | primaire tumor onbekend |
| PTS       | posttrombotisch syndroom |
| PTSD      | post-traumatic stress disorder (posttraumatische stressstoornis) phosphatidylserine decarboxylase proenzyme |
| PTSS      | posttraumatische stressstoornis |
| PTT       | partial thromboplastin time (partiële tromboplastinetijd), een resultaat bij bloedonderzoek; zie ook: : aPTT |
| PV        | Polycytemia vera |
| PVVN      | Patiënten Vereniging Voor Neurostimulatie |

## Q
| Afkorting | Betekenis(sen)                                                              |
| --------- | --------------------------------------------------------------------------- |
| qPCR      | quantitative polymerase chain reaction (zie PCR, polymerase-kettingreactie) |
| QI        | queteletindex (ook: body mass index (BMI))                                  |

## R
| Afkorting  | Betekenis(sen) |
| ---------- | --- |
| R-CHOP     | rituximab cyclofosfamide hydroxydaunorubicine oncovin/vincristine prednison (een combinatiechemotherapie)                      |
| R0         | basaal reproductiegetal of besmettingsgetal                                                                                    |
| Reff of Rt | effectief reproductiegetal |
| RA         | reumatoïde artritis rechter atrium retrograde amnesie, een vorm van geheugenverlies                                            |
| RAR        | rectoanale repair |
| RAV        | Regionale Ambulancevoorziening                                                                                                 |
| RBL        | rubberbandligering, rubberbandligatie                                                                                          |
| RBSPS      | Royal Belgian Society for Plastic Surgery (Belgische Vereniging voor Plastische Chirurgie)                                     |
| RDA        | recommended dietary allowance (aanbevolen dagelijkse hoeveelheid); zie ook: DRI                                                |
| RBK        | rechterbovenkwab (van een long)                                                                                                |
| RBS        | rustelozebenensyndroom (ook bekend als restless-legs syndrome (RLS))                                                           |
| RCT        | randomized controlled trial (gerandomiseerd onderzoek met controlegroep)                                                       |
| REACH      | Registration, Evaluation, Authorization and restriction of Chemicals (REACH)                                                   |
| RGS        | Registratiecommissie Geneeskundig Specialisten, een onderdeel van de KNMG                                                      |
| RIAGG      | Regionale Instelling voor Ambulante Geestelijke Gezondheidszorg, een voormalige instelling voor geestelijke gezondheidszorg    |
| RIHS       | Radboud Institute for Health Sciences, een onderzoeksinstituut van de Radboud Universiteit, Nijmegen                           |
| RIMLS      | Radboud Institute for Molecular Life Sciences, een onderzoeksinstituut van de Radboud Universiteit, Nijmegen                   |
| RIND       | Cerebrovasculair accident (Reversible Ischemic Neurological Deficit)                                                           |
| RIP        | ruimte-innemend proces |
| RIVM       | Rijksinstituut voor Volksgezondheid en Milieu                                                                                  |
| RIZIV      | Rijksinstituut voor Ziekte- en Invaliditeitsverzekering (België) (> RIZIV-nummer, in België uniek nummer van een zorgverlener) |
| RKI        | Robert Koch Instituut |
| RLS        | restless-legs syndrome (rustelozebenensyndroom)                                                                                |
| RN         | Revalidatie Nederland, branchevereniging inzake revalidatie                                                                    |
| RNA        | ribonucleic acid, (Ribonucleïnezuur), een biologisch macromolecuul                                                             |
| RNAi       | RNA-interferentie |
| RNP        | ribonucleoproteïne |
| ROAZ       | Regionaal Overleg Acute Zorgketen                                                                                              |
| RP         | recidiverende polychondritis, een auto-immuunziekte retinitis pigmentosa, een oogziekte                                        |
| RPD        | Rijks Psychologische Dienst †                                                                                                  |
| RR         | Riva-Rocci, een methode van bloeddrukbepaling                                                                                  |
| RRC        | Rijnlands Revalidatie Centrum, sinds 2019 Basalt, een expertisecentrum voor medisch-specialistische revalidatiezorg            |
| rRNA       | ribosomaal RNA |
| RS         | respiratoir syncytieel (> RS-virus, ook afgekort als RSV)                                                                      |
| RSI        | repetitive strain injury |
| RSV        | respiratoir syncytieel virus (> RS-virus)                                                                                      |
| rt         | rectaal toucher, digitaal rectaal onderzoek; synoniem: palpatio per anum (ppa of PPA)                                          |
| RTE        | Regionale Toetsingscommissie Euthanasie                                                                                        |
| RTG        | Regionaal Tuchtcollege Gezondheidszorg                                                                                         |
| RTS        | syndroom van Rubinstein-Taybi                                                                                                  |
| RTX        | radiotherapie |
| RUH        | radial unit hypothesis, hypothese van de radiale eenheid, een theorie van de ontwikkeling van de hersenschors                  |
| RVFK       | Regionale Vereniging van Fysiotherapeuten voor Kinderen (Eindhoven)                                                            |
| RVP        | Rijksvaccinatieprogramma |
| RVS        | Raad voor Volksgezondheid en Samenleving                                                                                       |
| RVZ        | Raad voor de Volksgezondheid en Zorg, sinds 2016 Raad voor Volksgezondheid en Samenleving                                      |

## S
| Afkorting | Betekenis(sen) |
| --------- | --- |
| SaO2      | arteriële zuurstofsaturatie, bepaald met behulp van een bloedgasanalyse |
| SAGO      | Samenwerkende Apothekers Gooi en Omstreken (Blaricum) |
| SAM       | Samenwerkende Apothekers Maasland (Sittard) |
| SAMH      | Samenwerkende Apothekers Midden Holland (Gouda) |
| SARG      | Samenwerkende Apotheken Rijn & Gouwe (Alphen aan den Rijn) |
| SARS      | severe acute respiratory syndrome, ernstig acuut ademhalingssyndroom, een besmettelijke, soms levensbedreigende luchtweginfectie, veroorzaakt door een betacoronavirus |
| SAS       | slaapapneusyndroom |
| SAVE      | (Apothekers) Salland-Vechtstreek (Dedemsvaart) |
| SAZU      | Stads- en Academisch Ziekenhuis Utrecht (1924-1999 ), thans Universitair Medisch Centrum Utrecht (UMC Utrecht) |
| SBBF      | Samenwerkingsverband van Bejaardenoorden met een Bijzondere Functie |
| SBBT      | Stichting Bevordering Bijzondere Tandheelkunde |
| SBT       | Stichting voor Bijzondere Tandheelkunde, een instelling voor tandheelkundige zorg in Amsterdam (ACTA-gebouw) |
| SCA       | spinocerebellaire ataxie |
| SCAL      | Stichting Centraal Artsen Laboratorium (Leiden) |
| SCD       | sickle cell disease (sikkelcelziekte), een recessief erfelijke aandoening van de rode bloedcellen |
| SCEN      | Steun en Consultatie bij Euthanasie in Nederland (> SCEN-arts) |
| SCID      | severe combined immunodeficiency |
| SCL       | Stichting Contactgroep Leukemie, thans Hematon |
| SCT       | stamceltransplantatie sluggish cognitive tempo sclerotherapie, injectie in een aambei met uitdrogende vloeistof |
| SDKB      | Stichting Donorgegevens Kunstmatige Bevruchting |
| SDRA      | serotonin–dopamine releasing agent |
| SDRI      | serotonin–dopamine reuptake inhibitor |
| SDS       | Shwachman-Diamond Syndroom |
| SEH       | spoedeisende hulp |
| SFG       | Sint Franciscus Gasthuis, thans Franciscus Gasthuis & Vlietland, een ziekenhuis met vestigingen in Rotterdam en Schiedam |
| SGH       | Stichting Goodwillfonds Huisartsen, een voormalige instelling met betrekking tot goodwillvergoeding bij praktijkoverdracht |
| SGOT      | serum glutamic oxaloacetic transaminase |
| SGP       | Schapen- en geitenpokken, een virusziekte bij hoefdieren, veroorzaakt door een pokkenvirus |
| SGRC      | Sociaal Geneeskundigen Registratie Commissie |
| SHBG      | sexhormoonbindend globuline |
| SHMH      | Stichting Huisartsenpost Maastricht & Heuvelland |
| SI        | sacro-iliacaal (> SI-gewricht, sacro-iliacaal gewricht) |
| SIG       | sacro-iliacale gewricht, het SI-gewricht, een gewricht (links en rechts) in het bekken, de verbinding tussen de rug en de benen voorheen Samenwerkende Instellingen voor Geestelijk Gehandicapten, thans de merknaam van een zorgorganisatie in Kennemerland voor mensen met een beperking |
| SIJ       | sacroiliac joint (> SI joint), SI-gewricht |
| SIDS      | Sudden infant death syndrome (Wiegendood) |
| SIP       | Stuurgroep Integratie Patiëntenbewegingen |
| SIV       | simian immuundeficiëntievirus, een retrovirus bij apen, verwant aan het humaan immunodeficiëntievirus (hiv) dat aids veroorzaakt |
| SJS       | Stevens–Johnson syndrome (Syndroom van Stevens-Johnson), een aandoening van de huid en de slijmvliezen |
| SKB       | Streekziekenhuis Koningin Beatrix (Winterswijk) |
| SKGE      | Stichting klachten en geschillen eerstelijnszorg |
| SKGZ      | Stichting Klachten en Geschillen Zorgverzekeringen |
| SKILZ     | Stichting Kwaliteitsimpuls voor de Langdurige Zorg |
| SKION     | Stichting Kinderoncologie Nederland, een stichting voor de bevordering van de kwaliteit van zorg in de kinderoncologie |
| SLE       | systemische lupus erythematodes, een auto-immuunziekte, met synoniem: lupus erythematodes disseminatus (LED) |
| SLO       | syndroom van Smith-Lemli-Opitz |
| SMA       | spinale musculaire atrofie, verzamelnaam voor een groep progressieve spierziekten |
| SMEDTS    | spondylometa-epifysaire dysplasie, type Strudwick |
| SMH       | spoedeisende medische hulpverlening |
| SMR       | sensorimotorisch ritme |
| SMUR      | Service Mobile d'Urgence et de Réanimation, een traumateam (België) |
| SNAQrc    | Short Nutritional Assessment Questionnaire for Residential Care (SNAQrc) |
| SNDRA     | Serotonin–norepinephrine–dopamine releasing agent |
| SNHZ      | (voormalige) Stichting Nederlandse Herstellingsoorden en Zorghotels |
| SNIP      | Stichting Nederlands Instituut voor Pigmentstoornissen (Amsterdam UMC) |
| SNM       | sacrale neuromodulatie (synoniem: sacrale neurostimulatie (SNS)) |
| SNP       | single-nucleotide polymorphism (enkel-nucleotide-polymorfie), een variatie in het DNA |
| SNRA      | serotonin-norepinephrine releasing agent |
| SNRI      | selective serotonin and noradrenalin reuptake inhibitor (SNRI), selectieve serotonine-en-noradrenaline-heropnameremmer |
| snRNP     | small nuclear ribonucleoprotein, biomoleculair complex uit de celkern |
| SNS       | sacrale neurostimulatie (synoniem van sacrale neuromodulatie (SNM)) |
| SOA       | seksueel overdraagbare aandoening (geslachtsziekte) |
| SOG       | specialist ouderengeneeskunde, voorheen verpleeghuisarts |
| SOI       | seksueel overdraagbare infectie (zie ook SOA) |
| SOLK      | somatisch onvoldoende verklaarde lichamelijke klachten, ook: somatisch onverklaarde lichamelijke klachten |
| SON       | Schildklier Organisatie Nederland, een patiëntenvereniging |
| SPECT     | single photon emission computed tomography (SPECT), (> SPECT-scan) |
| SPF       | sun protection factor, een maat voor de doeltreffendheid van middelen tegen zonnebrand |
| SPO       | Stichting Patiëntenbelangen Orthopaedie, een patiëntenvereniging |
| SpO2      | perifere zuurstofsaturatie, bepaald met behulp van een zuurstofsaturatiemeter |
| SPOA      | Stichting Pensioenfonds Openbare Apothekers |
| SPOR      | Spoedeisende Psychiatrische Onderzoeksruimte |
| SRA       | serotonin releasing agent |
| SRC       | Specialisten Registratie Commissie (1932-1998), thans Medisch Specialisten Registratie Commissie (MSRC) |
| SRI       | serotonin reuptake inhibitor |
| SSAH      | Stichting Samenwerkende Apotheken Haarlemmermeer (Hoofddorp) |
| SSPE      | Subacute scleroserende panencefalitis |
| SSRA      | selective serotonin releasing agent |
| SSRI      | selective serotonin reuptake inhibitor (selectieve serotonine-heropnameremmer) |
| SSSS      | Society for the Scientific Study of Sexuality |
| STAP      | Stichting Alcoholpreventie (thans Stichting Nederlands Instituut voor Alcoholbeleid STAP) |
| StAr      | Stichting Audicienregister |
| STI       | sexually transmitted infection (seksueel overdraagbare aandoening (SOA)) |
| Stimezo   | Stichting Medisch Verantwoorde Zwangerschapsonderbreking (1969-1998), stichter van de eerste abortusklinieken in Nederland |
| Stipezo   | Stichting Pedicure in de Zorg |
| STOVIA    | School tot Opleiding van Inlandsche Artsen (1899-1927), een school voor Indische artsen in Batavia, thans Jakarta |
| SVD       | Swine vesicular disease, Blaasjesziekte, een (voor mensen weinig) besmettelijke virusziekte bij varkens |
| SVOZ      | Stichting Voortgezette Opleiding Ziekenverzorgenden, een particulier opleidingsinstituut voor de zorg |
| SVP       | synovitis villonodularis pigmentosa |
| SWAB      | Stichting Werkgroep Antibioticabeleid |

## T
| Afkorting | Betekenis(sen) |
| --------- | --- |
| T3        | tri-joodthyronine |
| T4        | thyroxine |
| TA-GVHD   | Transfusie Geassocieerde Graft Versus Host Disease |
| TA        | Terminologia Anatomica, een internationale standaard van terminologie van de menselijke anatomie                                                                    |
| TAA       | thoracaal aorta-aneurysma, een aneurysma van de aorta ter hoogte van de thorax (de borstkas)                                                                        |
| TACO      | transfusion-associated circulatory overload |
| TAO       | Twentse Apothekers Organisatie, een samenwerkingsverband van apothekers (Hengelo)                                                                                   |
| TAVI      | transcatheter aortic valve implantation, een percutane aortaklepimplantatie                                                                                         |
| TB / tb   | tuberculose |
| TBC / tbc | tuberculose |
| TBEV      | tickborne encephalitis virus |
| TBI       | traumatic brain injury, (traumatisch hersenletsel (THL)) total body irradiation (totale lichaamsbestraling)                                                         |
| TCD       | transcranieel doppleronderzoek, een onderzoek naar de aanwezigheid van hersendoorbloeding ten behoeve van een hersendooddiagnose                                    |
| TCN       | Turner Contact Nederland, een Nederlandse patiëntenvereniging |
| TD        | tractus digestivus, het maag-darmstelsel tardieve dyskinesie, een neurologische aandoening                                                                          |
| TDI       | toelaatbare dagelijkse inname, de hoeveelheid van een stof die men levenslang dagelijks mag binnen krijgen zonder noemenswaardige gezondheidseffecten               |
| TEACCH    | Treatment and Education of Autistic and related Communication Handicapped Children (TEACCH)                                                                         |
| TEK       | therapeutische elastische kous |
| TEP       | tissue-engineered product (product van weefseltechnologie) |
| TGA       | transpositie van de grote vaten |
| THC       | tetrahydrocannabinol (werkzame stof in hennepproducten) |
| THD       | transanal hemorrhoidal dearterialisation (dopplergeleide ligering van hemorroïdale arteriën (DG-HAL))                                                               |
| THI       | Tinnitus Handicap Inventory, een vragenlijst om de ernst van tinnitus (oorsuizen) te beoordelen                                                                     |
| THL       | traumatisch hersenletsel |
| THZ       | technische hygiënezorg |
| TI        | tricuspidalisinsufficiëntie |
| TIA       | transient ischemic attack (TIA) |
| TIN       | tubulo-interstitiële nefritis |
| TIPS      | transjugulaire intrahepatische portosystemische shunt, een verbinding tussen poortader en leverader                                                                 |
| TKP       | Tijdschrift Klinische Psychologie |
| TMA       | trombotische microangiopathie |
| TMD       | temporomandibulaire disfunctie, het disfunctioneren van het kaakcomplex (zie ook: CMD)                                                                              |
| TMGN      | Trefpunt Medische Geschiedenis Nederland |
| TMI       | toelaatbare maandelijkse inname van een geneesmiddel of een additief                                                                                                |
| TPR       | temperature, pulse, respiration (temperatuur, polsslag, ademhaling), een protocol bij eerste hulp true positive rate, het percentage juist-positieven (de trefkans) |
| TRALI     | transfusion related acute lung injury |
| tRNA      | transfer-RNA, een katalysator bij de synthese van eiwitten |
| TSN       | Trombosestichting Nederland |
| TTBI      | Transfusion Transmitted Bacterial Infection |
| TTTS      | tonisch tensor tympani syndroom, een aandoening van het middenoor                                                                                                   |
| TTX       | tetrodotoxine, een sterk neurotoxine |
| TUG       | timed up and go-test |
| TURP      | transurethrale resectie van de prostaat |

## U
| Afkorting | Betekenis(sen) |
| --------- | --- |
| UA        | Uitsluitend Apotheek (met betrekking tot de verkoop van geneesmiddelen)                                                        |
| UAD       | Uitsluitend Apotheek en Drogist (met betrekking tot de verkoop van geneesmiddelen)                                             |
| UC        | ulcerative colitis, (colitis ulcerosa)                                                                                         |
| UCB       | Union Chimique Belge (Belgische farmaceutische multinational)                                                                  |
| UCP       | Universitair Centrum Psychiatrie                                                                                               |
| UCV       | ulcus cruris venosum |
| UMC+      | Universitair Medisch Centrum Plus, Maastricht UMC+, Maastricht Universitair Medisch Centrum Plus                               |
| UMCG      | Universitair Medisch Centrum Groningen                                                                                         |
| UMCN      | Universitair Medisch Centrum Nijmegen, thans Radboudumc                                                                        |
| UPPCF     | Union Professionnelle des Psychologues Cliniciens Francophones (België)                                                        |
| UPPP      | uvulopalatopharyngoplasty (uvulopalatofaryngoplastiek of uvulopalatofaryngoplastie)                                            |
| UPSV      | Utrechtse Pharmaceutische Studenten Vereniging                                                                                 |
| UR        | Uitsluitend Recept (verkoop geneesmiddelen)                                                                                    |
| UWV       | Uitvoeringsinstituut Werknemersverzekeringen, een Nederlandse overheidsinstelling voor de uitvoering van sociale verzekeringen |
| UZA       | Universitair Ziekenhuis Antwerpen                                                                                              |
| UZI       | Unieke Zorgverlener Identificatienummer                                                                                        |

## V
| Afkorting  | Betekenis(sen) |
| ---------- | --- |
| V&V        | verpleging en verzorging, een zorgindicatie                                                                                     |
| V&VN       | Verpleegkundigen & Verzorgenden Nederland, een beroepsvereniging                                                                |
| VaD        | vasculaire dementie |
| VAD        | Vereniging van Apothekers in Dienstverband, een werknemersvereniging Vlaams expertisecentrum Alcohol en andere Drugs            |
| VAGH       | Vereniging van Assistent-Geneeskundigen in de Heelkunde, een beroepsvereniging van chirurgen in opleiding                       |
| VAP        | venous acces port, een (semi)permanente toegang tot een ader                                                                    |
| VAZ        | Vereniging Academische Ziekenhuizen                                                                                             |
| VBOK       | Vereniging ter Bescherming van het Ongeboren Kind (thans Siriz)                                                                 |
| VBS        | Verbond der Belgische Beroepsverenigingen van Artsen-Specialisten                                                               |
| VBVD       | Vlaamse Beroepsvereniging van Diëtisten                                                                                         |
| VCE        | videocapsule-endoscopie |
| VCFS       | velocardiofaciaal syndroom |
| vCJD       | variant Creutzfeldt-Jakob Disease                                                                                               |
| VCV        | Vlaamse Coeliakievereniging |
| VECOZO     | Veilige Communicatie in de Zorg                                                                                                 |
| VeDa       | Verenigde Dierenartsen, een beroepsvereniging van dierenartsen in Vlaanderen                                                    |
| VEGF       | vasculair endotheliale groeifactor (vascular endothelial growth factor)                                                         |
| Verenso    | Vereniging van Specialisten Ouderengeneeskunde en Sociaal Geriaters                                                             |
| VGCN       | (Coöperatieve) Vereniging Gezondheidszorg Centrum Nederland, een voormalige zorgverzekering, opgegaan in Achmea                 |
| VGCt       | Vereniging voor Gedrags- en Cognitieve therapieën (1966), een beroepsvereniging op het gebied van cognitieve gedragstherapie    |
| VGV        | vrouwelijke genitale verminking                                                                                                 |
| VGZ        | VGZ, voorheen (Stichting) Volksgezondheidszorg, thans een handelsmerk van Coöperatie VGZ UA                                     |
| VIDO       | Vrouwen In De Overgang (een website over menopauze)                                                                             |
| VIG        | Vereniging Innovatieve Geneesmiddelen                                                                                           |
| VIM        | Veilig Incident Melden, een systeem van meldingen van incidenten binnen een zorginstelling; zie ook MIP                         |
| VJA        | Vereniging van Jonge Apothekers                                                                                                 |
| VKA        | Vitamine K-antagonisten |
| VKGL       | Vereniging Klinisch Genetische Laboratoriumdiagnostiek                                                                          |
| VKGN       | Vereniging Klinische Genetica Nederland                                                                                         |
| VKJP       | Vereniging voor Kinder- en Jeugdpsychotherapie                                                                                  |
| VLDL       | very-low-density-lipoproteïn |
| VLP-vaccin | virus-like particles vaccin |
| VMBI       | Vereniging voor Medische en Biologische Informatieverwerking (Vereniging voor informatieverwerking in de zorg)                  |
| VMCE       | Vereniging voor Mensen met Constitutioneel Eczeem                                                                               |
| VMI        | Voorkomen Medicatie-incidenten, een programma van het Instituut Verantwoord Medicijngebruik                                     |
| VNN        | Verslavingszorg Noord Nederland (VNN)                                                                                           |
| VNVA       | Vereniging van Nederlandse Vrouwelijke Artsen                                                                                   |
| VNZ        | Vereniging van Nederlandse Ziekenfondsen, per 1 januari 1995 opgegaan in belangenorganisatie Zorgverzekeraars Nederland         |
| VOA        | Vereeniging van Onderwijzers en Artsen, werkzaam aan Inrichtingen voor Onderwijs aan Achterlijke en Zenuwzwakke Kinderen (1903) |
| VOCAP      | Vereniging van Organisatie-, Consumenten- en Arbeidspsychologie (België)                                                        |
| VOGG       | Vereniging van Ouders van Geestelijk Gehandicapten                                                                              |
| VOKK       | Vereniging Ouders, Kinderen en Kanker (1987), sinds 2021 Vereniging Kinderkanker Nederland                                      |
| VPhD       | Vakgroep Praktijkhoudende Dierenartsen, een beroepsvereniging van dierenartsen                                                  |
| VPL        | Vlaamse Parkinson Liga, een patiëntenvereniging                                                                                 |
| VPTZ       | Vrijwilligers Palliatieve Terminale Zorg Nederland, een koepelorganisatie van vrijwilligers                                     |
| VRA        | (Nederlandse) Vereniging van Revalidatieartsen                                                                                  |
| VRE        | vancomycineresistente enterokok                                                                                                 |
| VRET       | Virtual Reality Exposure Therapy                                                                                                |
| VS         | vesiculaire stomatitus, een virusziekte bij dieren en een zoönose zonder ernstige gevolgen voor mensen                          |
| VSM        | vena saphena magna |
| VSN        | Vereniging Spierziekten Nederland                                                                                               |
| VSOP       | Vereniging Samenwerkende Ouder- en Patiëntenorganisaties op het gebied van aangeboren en erfelijke aandoeningen                 |
| VSP        | vena saphena parva |
| VtdK       | Vereniging tegen de Kwakzalverij                                                                                                |
| VU         | Vrije Universiteit Amsterdam |
| VvAA       | Vereniging van Artsen Automobilisten (VvAA)                                                                                     |
| VVK        | Vlaamse Vereniging voor Kindergeneeskunde                                                                                       |
| VVKP       | Vlaamse Vereniging van Klinisch Psychologen                                                                                     |
| VVOC       | Vereniging Verpleegkundig Overgangsconsulenten                                                                                  |
| VvOCM      | Vereniging van Oefentherapeuten Caesar en Mensendieck                                                                           |
| VVSP       | Vlaamse Vereniging voor Schoolpsychologie, een vereniging van psychologen in de onderwijssector                                 |
| VVT        | Verpleging, Verzorging en Thuiszorg                                                                                             |
| VWS        | Volksgezondheid, Welzijn en Sport, een Nederlands ministerie sinds 1994                                                         |

## W
| Afkorting   | Betekenis(sen) |
| ----------- | --- |
| Wabvpz      | Wet aanvullende bepalingen verwerking persoonsgegevens in de zorg                                                                               |
| WADA        | World Anti-Doping Agency (Wereldantidopingagentschap)                                                                                           |
| Wajong      | Wet werk en arbeidsondersteuning jonggehandicapten (1998), thans Wajong 2015                                                                    |
| Wajong 2015 | Wet arbeidsongeschiktheidsvoorziening jonggehandicapten                                                                                         |
| WAKZ        | Willem-Alexander Kinderziekenhuis, een kinderziekenhuis te Leiden, verbonden aan het LUMC                                                       |
| WAME        | World Association of Medical Editors, een internationale vereniging van redacteuren van peer-reviewed tijdschriften op medisch gebied           |
| WAO         | Wet op de arbeidsongeschiktheidsverzekering (1966) (WAO)                                                                                        |
| WAV         | Wet ambulancevervoer (1971-2012), per 1 januari 2013 vervangen door de Tijdelijke Wet Ambulancezorg                                             |
| Waz         | Wet arbeidsongeschiktheidsverzekering zelfstandigen (1997) (Waz)                                                                                |
| Wazo        | Wet arbeid en zorg (2001) |
| WBO         | Wet op het bevolkingsonderzoek |
| Wbsn-z      | Wet gebruik burgerservicenummer in de zorg (2016-2017), vervangen door Wet aanvullende bepalingen verwerking persoonsgegevens in de zorg        |
| WCO         | World Council of Optometry |
| Wet Bopz    | Wet bijzondere opnemingen in psychiatrische ziekenhuizen (1994-2019)                                                                            |
| WFME        | World Federation for Medical Education |
| WG          | Wilhelmina Gasthuis (1891-1981), een voormalig ziekenhuis in Amsterdam, in 1981 samen met BG opgegaan in het AMC Amsterdam, thans Amsterdam UMC |
| WGBO        | Wet op de geneeskundige behandelingsovereenkomst                                                                                                |
| WHO         | World Health Organization (Wereldgezondheidsorganisatie)                                                                                        |
| WIA         | Wet werk en inkomen naar arbeidsvermogen (2005), opvolger van de Wet op de arbeidsongeschiktheidsverzekering (WAO)                              |
| WIN         | Whiplash Instituut Nederland |
| WIP         | Stichting Werkgroep Infectie Preventie (1980-2017) World Institute of Pain                                                                      |
| WKCZ        | Wet klachtrecht cliënten zorgsector (1995) |
| Wkkgz       | Wet kwaliteit, klachten en geschillen zorg |
| WKOF        | Wereld Kanker Onderzoek Fonds |
| WKZ         | Wilhelmina Kinderziekenhuis, een ziekenhuis in Utrecht                                                                                          |
| Wlz         | Wet langdurige zorg, vervangt sinds 1 januari 2015 de Algemene Wet Bijzondere Ziektekosten (AWBZ)                                               |
| WMA         | World Medical Association, een internationale vereniging van nationale beroepsorganisaties van artsen                                           |
| Wmo         | Wet maatschappelijke ondersteuning (2015) |
| WMO         | Wet medisch-wetenschappelijk onderzoek met mensen (1998)                                                                                        |
| WMS         | Wyoming Medical Society |
| WMSR        | Werkgroep Medisch Specialistische Rapportage (thans NVMSR)                                                                                      |
| WNV         | West Nile virus |
| WOAH        | World Organisation for Animal Health, Wereldorganisatie voor diergezondheid, voorheen Office International des Epizooties (OIE)                 |
| WOCZ        | Werkverband Organisaties van Chronisch Zieken (in 2001 opgegaan in de CG-Raad)                                                                  |
| WOG         | Wet op de geneesmiddelenvoorziening (1963), vervangen door de Geneesmiddelenwet (2007)                                                          |
| WPW         | Wolff-Parkinson-White (> syndroom van Wolff-Parkinson-White, ook wel WPW-syndroom)                                                              |
| WSN         | Whiplash Stichting Nederland, een belangenorganisatie                                                                                           |
| Wtg         | Wet tarieven gezondheidszorg, een Nederlandse zorgwet, in werking tot 1 oktober 2006                                                            |
| Wtl         | Wet toetsing levensbeëindiging op verzoek en hulp bij zelfdoding                                                                                |
| WVC         | Welzijn, Volksgezondheid en Cultuur, een Nederlands ministerie 1982-1994                                                                        |
| Wvg         | Wet voorzieningen gehandicapten (1999-2006), op 1 januari 2007 vervangen door de Wet maatschappelijke ondersteuning (Wmo)                       |
| Wvggz       | Wet verplichte geestelijke gezondheidszorg (2020)                                                                                               |
| WWS         | Walker-Warburg syndroom |
| WZA         | Wilhelmina Ziekenhuis Assen |
| WZC         | woon- en zorgcentrum (België) |
| Wzd         | Wet zorg en dwang (2020) |
| WZH         | Woonzorgcentra Haaglanden |
| WZOA        | Werkgeversvereniging Zelfstandige Openbare Apothekers                                                                                           |

## X
| Afkorting | Betekenis(sen)                                |
| --------- | --------------------------------------------- |
| X-ray     | röntgenstraling                               |
| XCI       | X chromosome inactivation (X-inactivatie)     |
| XCL       | Expertisecentrum Leptospirose (Amsterdam UMC) |

## Y
| Afkorting | Betekenis(sen) |
| --------- | -------------- |

## Z
| Afkorting | Betekenis(sen) |
| --------- | --- |
| ZAS       | Ziekenhuis aan de Stroom, een ziekenhuisgroep in Antwerpen                                                         |
| ZBC       | Zelfstandig Behandelcentrum                                                                                        |
| ZD        | ZorgDomein (> ZD-nummer, Zorgdomein verwijsnummer)                                                                 |
| ZEHG      | (Stichting) Zwangerschapsmisselijkheid en Hyperemesis Gravidarum                                                   |
| ZGT       | Ziekenhuis Groep Twente                                                                                            |
| ZGV       | Ziekenhuis Gelderse Vallei                                                                                         |
| ZIS       | Ziekenhuisinformatiesysteem                                                                                        |
| ZKN       | Zelfstandige Klinieken Nederland                                                                                   |
| ZMC       | Zaans Medisch Centrum Zuyderland Medisch Centrum (Heerlen, Kerkrade, Brunssum, Sittard-Geleen)                     |
| ZMF       | zygomaticomaxillary fractures                                                                                      |
| ZNA       | Ziekenhuis Netwerk Antwerpen, een fusieziekenhuis in Antwerpen, per 1 januari 2024 Ziekenhuis aan de Stroom (ZAS)) |
| ZOG       | Zuidelijk Oogheelkundig Gezelschap, een regionale afdeling van het Nederlands Oogheelkundig Gezelschap (NOG)       |
| ZOL       | Ziekenhuis Oost-Limburg (België)                                                                                   |
| ZOS       | Ziekenomroep Schiedam                                                                                              |
| ZOT       | Ziekenomroep Tiel                                                                                                  |
| Zora      | Zorg ouderen revalidatie en animatie (een humanoïde zorgrobot)                                                     |
| Zvw       | Zorgverzekeringswet                                                                                                |
| ZZP       | zorgzwaartepakket, thans zorgprofiel                                                                               |
| ZZBI      | Zorgzwaartebekostiging intramuraal, vergoedingssysteem onder de voormalige Algemene Wet Bijzondere Ziektekosten    |
| ZZF       | Zeldzame Ziekten Fonds                                                                                             |
| ZZG       | Zorg Zwaarte Groep                                                                                                 |